# Giordano Bruno
Giordano Bruno, alla nascita Filippo Bruno (Nola, 1548 – Roma, 17 febbraio 1600), è stato un filosofo, scrittore e predicatore italiano vissuto nel XVI secolo.
Il suo pensiero, eclettico, inquadrabile filosoficamente nella schiera del naturalismo rinascimentale, nasceva dall'originale commistione di diverse discipline teoretiche e tradizioni filosofiche – materialismo antico, averroismo, copernicanesimo, lullismo, scotismo, neoplatonismo, ermetismo, mnemotecnica e assunti ebraico-cabalistici –, improntato su un'unica idea: l'infinito, inteso come un universo infinito e composto da infiniti mondi, realizzato da un Dio altrettanto infinito, da amare infinitamente.
Per le sue teorie, giudicate eretiche dal tribunale dell'Inquisizione dello Stato Pontificio, fu condannato e bruciato sul rogo a Roma il 17 febbraio 1600.

## Biografia

### Formazione
Non esistono molti documenti sulla gioventù di Bruno. È lo stesso filosofo, negli interrogatori cui fu sottoposto durante il processo che segnò gli ultimi anni della sua vita, a dare le informazioni sui suoi primi anni: «Io ho nome Giordano della famiglia di Bruni, della città de Nola vicina a Napoli dodici miglia, nato ed allevato in quella città», e più precisamente nella contrada di san Giovanni del Cesco, ai piedi del Monte Cicala, forse figlio unico del militare, l'alfiere Giovanni, e di Fraulissa Savolina, nel 1548, «per quanto ho inteso dalli miei». L'intero Mezzogiorno peninsulare costituiva il Regno di Napoli, rientrante all'epoca – come vicereame – nei dominii della monarchia spagnola: il bambino fu battezzato col nome di Filippo, in onore dell'erede al trono di Spagna Filippo II.
La sua casa – che non esiste più – era modesta, ma nel suo De immenso egli ricorda con commossa simpatia l'ambiente che la circondava, l'«amenissimo monte Cicala», le rovine del castello del XII secolo, gli ulivi – forse in parte gli stessi di oggi – e di fronte, il Vesuvio, che egli, pensando che oltre quella montagna non vi fosse più nulla nel mondo, esplorò ragazzetto: ne trarrà l'insegnamento di non basarsi «esclusivamente sul giudizio dei sensi», come faceva, a suo dire, il grande Aristotele, imparando soprattutto che, al di là di ogni apparente limite, vi è sempre qualche cosa d'altro.
Imparò a leggere e a scrivere da un prete nolano, Giandomenico de Iannello e compì gli studi di grammatica nella scuola di un tale Bartolo di Aloia. Proseguì gli studi superiori, dal 1562 al 1565, nell'Università di Napoli, che era allora nel cortile del convento di san Domenico, per apprendere lettere, logica e dialettica da «uno che si chiamava il Sarnese» e lezioni private di logica da un agostiniano, fra Teofilo da Vairano.
Il Sarnese, ossia Giovan Vincenzo de Colle, nato a Sarno, era un aristotelico di scuola averroista e a lui si fa risalire la formazione antiumanistica e antifilologica del Bruno, per il quale solo i concetti contano, nessuna importanza avendo la forma e la lingua nella quale sono espressi.
Scarse le notizie sull'agostiniano Teofilo da Vairano, del quale Bruno ebbe sempre ammirazione, tanto da farlo protagonista dei suoi dialoghi cosmologici e da confidare al bibliotecario parigino Guillaume Cotin che Teofilo fu «il principale maestro che abbia avuto in filosofia». Per delineare la prima formazione del Bruno, basta aggiungere che, introducendo la spiegazione del nono sigillo nella sua Explicatio triginta sigillorum del 1583, egli scrive di essersi dedicato fin da giovanissimo allo studio dell'arte della memoria, influenzato probabilmente dalla lettura del trattato Phoenix seu artificiosa memoria, del 1492, di Pietro Tommai, chiamato anche Pietro Ravennate.

### In convento

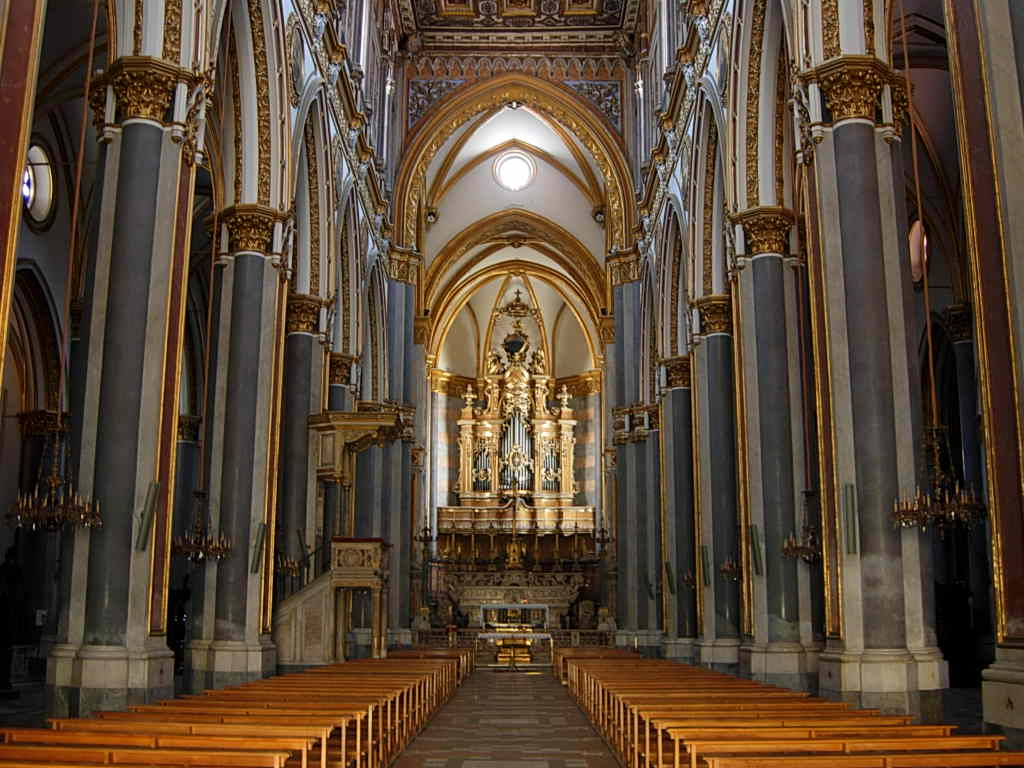
Interno della chiesa di san Domenico Maggiore a Napoli, dove Bruno seguì il suo noviziato e fu promosso agli ordini sacri

A «14 anni, o 15 incirca», rinuncia al nome di Filippo, come imposto dalla regola domenicana, ed assume il nome di Giordano, in onore del Beato Giordano di Sassonia, successore di san Domenico, o forse del frate Giordano Crispo, suo insegnante di metafisica, e prende quindi l'abito di frate domenicano dal priore del convento di san Domenico Maggiore a Napoli, Ambrogio Pasca: «finito l'anno della probatione, fui ammesso da lui medesimo alla professione», in realtà fu novizio il 15 giugno 1565 e professo il 16 giugno 1566, a diciotto anni. Valutando retrospettivamente, la scelta d'indossare l'abito domenicano può spiegarsi non già per un interesse alla vita religiosa o agli studi teologici – che mai ebbe, come affermò anche al processo - ma per potersi dedicare ai suoi studi prediletti di filosofia con il vantaggio di godere della condizione di privilegiata sicurezza che l'appartenenza a quell'Ordine potente certamente gli garantiva.
Che egli non fosse entrato fra i domenicani per tutelare l'ortodossia della fede cattolica lo rivelò subito l'episodio – narrato dallo stesso Bruno al processo – nel quale fra Giordano, nel convento di san Domenico, buttò via le immagini dei santi in suo possesso, conservando solo il crocefisso e invitando un novizio che leggeva la Historia delle sette allegrezze della Madonna a gettar via quel libro, una modesta operetta devozionale, pubblicata a Firenze nel 1551, perifrasi di versi in latino di Bernardo di Chiaravalle, sostituendolo magari con lo studio della Vita de' santi Padri di Domenico Cavalca. Episodio che, pur conosciuto dai superiori, non provocò sanzioni nei suoi confronti, ma che dimostra come il giovane Bruno fosse del tutto estraneo alle tematiche devozionali controriformistiche.

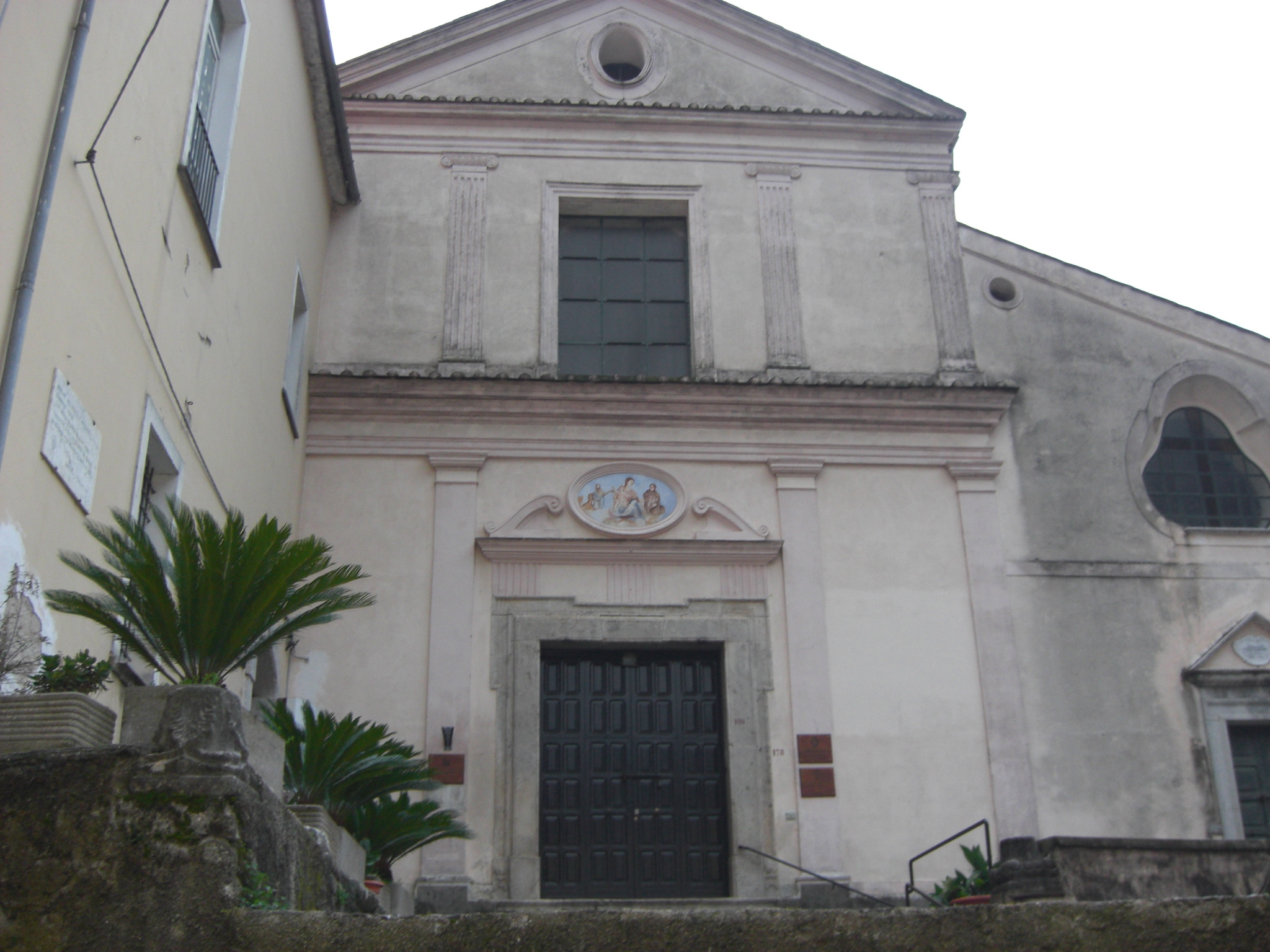
Chiesa di San Bartolomeo a Campagna, dove fra Giordano celebrò la sua prima messa

Sembra che intorno al 1569 sia andato a Roma e sia stato presentato a papa Pio V e al cardinale Scipione Rebiba, al quale avrebbe insegnato qualche elemento di quell'arte mnemonica che tanta parte avrà nella sua speculazione filosofica. Nel 1570 fu ordinato suddiacono, diacono nel 1571, e presbitero nel 1573, celebrando la sua prima messa nel convento di san Bartolomeo a Campagna, presso Salerno, a quell'epoca appartenente ai Grimaldi, principi di Monaco, e nel 1575 si laureò in teologia con due tesi su Tommaso d'Aquino e su Pietro Lombardo.
Non bisogna pensare che un convento fosse esclusivamente un'oasi di pace e di meditazione di spiriti eletti: soltanto dal 1567 al 1570, nei confronti dei frati di san Domenico Maggiore furono emesse diciotto sentenze di condanna per scandali sessuali, furti e perfino omicidi. Non deve pertanto stupire il disprezzo che Bruno ostentò sempre nei confronti dei frati, ai quali rimproverò in particolare la mancanza di cultura; e non solo, ma, secondo un'ipotesi di Vincenzo Spampanato comunemente accettata in sede critica, nel protagonista della sua commedia Candelaio, Bonifacio, egli assai probabilmente alluse proprio a un suo confratello, un fra Bonifacio da Napoli, definito nella lettera dedicatoria Alla Signora Morgana B. "candelaio in carne ed ossa", ossia sodomita. Tuttavia, la possibilità di formarsi un'ampia cultura non mancava certo nel convento di san Domenico Maggiore, famoso per la ricchezza della sua biblioteca, anche se, come negli altri conventi, erano vietati i libri di Erasmo da Rotterdam che però Bruno si procurò in parte, leggendoli di nascosto. L'esperienza conventuale di Bruno fu in ogni caso decisiva: vi poté compiere i suoi studi e formare la sua cultura leggendo di tutto, da Aristotele a Tommaso d'Aquino, da san Gerolamo a san Giovanni Crisostomo, oltre alle opere di Raimondo Lullo, di Marsilio Ficino e di Nicola Cusano.

### La negazione della dottrina trinitaria
Nel 1576 la sua indipendenza di pensiero e la sua insofferenza verso l'osservanza dei dogmi si manifestarono inequivocabilmente. Bruno, discutendo di arianesimo con un frate domenicano, Agostino da Montalcino, ospite nel convento napoletano, sostenne che le opinioni di Ario erano meno perniciose di quel che si riteneva, dichiarando che:
(Le deposizioni, 2000, p. 31)
E nel 1592 all'inquisitore veneziano espresse il proprio scetticismo sulla Trinità, ammettendo di aver «dubitato circa il nome di persona del Figliolo e del Spirito Santo, non intendendo queste due persone distinte dal Padre» ma considerando il Figlio, neoplatonicamente, l'intelletto e lo Spirito, pitagoricamente, l'amore del Padre o l'anima del mondo, non dunque persone o sostanze distinte, ma manifestazioni divine.

### La fuga da Napoli

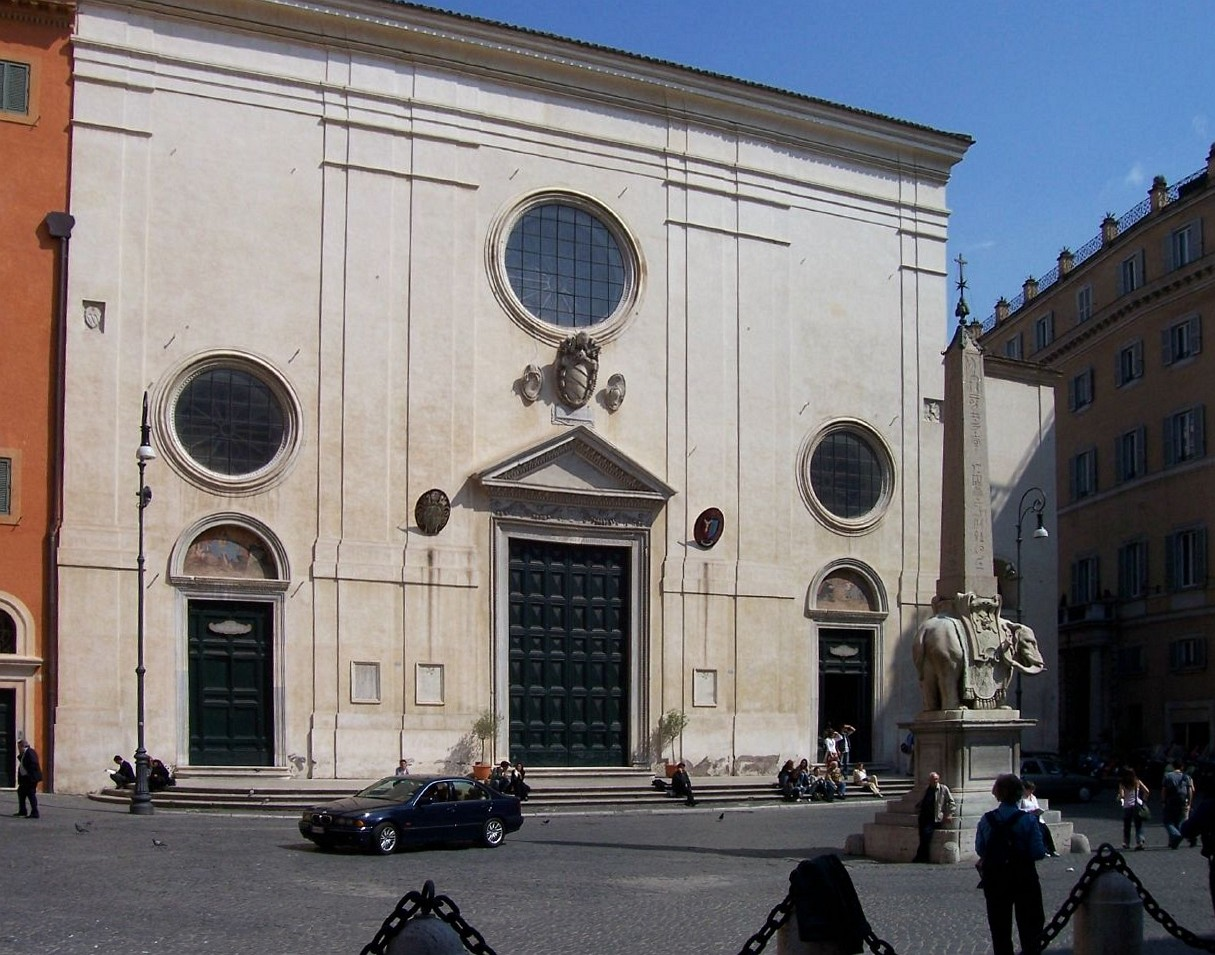
Roma: basilica di Santa Maria sopra Minerva

Denunciato da frate Agostino al padre provinciale Domenico Vita, costui istituì contro di lui un processo per eresia e, come racconterà Bruno stesso agli inquisitori veneti: «dubitando di non esser messo in prigione, me partii da Napoli ed andai a Roma». Bruno raggiunse Roma nel 1576, ospite del convento domenicano di Santa Maria sopra Minerva, il cui procuratore, Sisto Fabri da Lucca, diverrà pochi anni dopo generale dell'Ordine e nel 1581 censurò i Saggi di Montaigne.
Sono anni di gravi disordini: a Roma sembra non farsi altro, scriveva il cronista marchigiano Guido Gualtieri, che «rubare e ammazzare: molti gittati in Tevere, né di popolo solamente, ma i monsignori, i figli di magnati, messi al tormento del fuoco, e nipoti di cardinali erano levati dal mondo» e ne incolpava il vecchio e debole papa Gregorio XIII.
Anche Bruno è accusato di aver ammazzato e gettato nel fiume un frate: scrive il bibliotecario Guillaume Cotin, il 7 dicembre 1585, che Bruno fuggì da Roma per «un omicidio commesso da un suo frère, per il quale egli è incolpato e in pericolo di vita, sia per le calunnie dei suoi inquisitori che, ignoranti come sono, non concepiscono la sua filosofia e lo accusano di eresia». Oltre all'accusa di omicidio, Bruno ebbe infatti notizia che nel convento napoletano erano stati trovati, tra i suoi libri, opere di san Giovanni Crisostomo e di san Gerolamo annotate da Erasmo e che si stava istruendo contro di lui un processo per eresia.
Così, nello stesso anno, il 1576, Giordano Bruno abbandona l'abito domenicano, riassume il nome di Filippo, lascia Roma e fugge in Liguria.

### Peregrinazioni in Italia

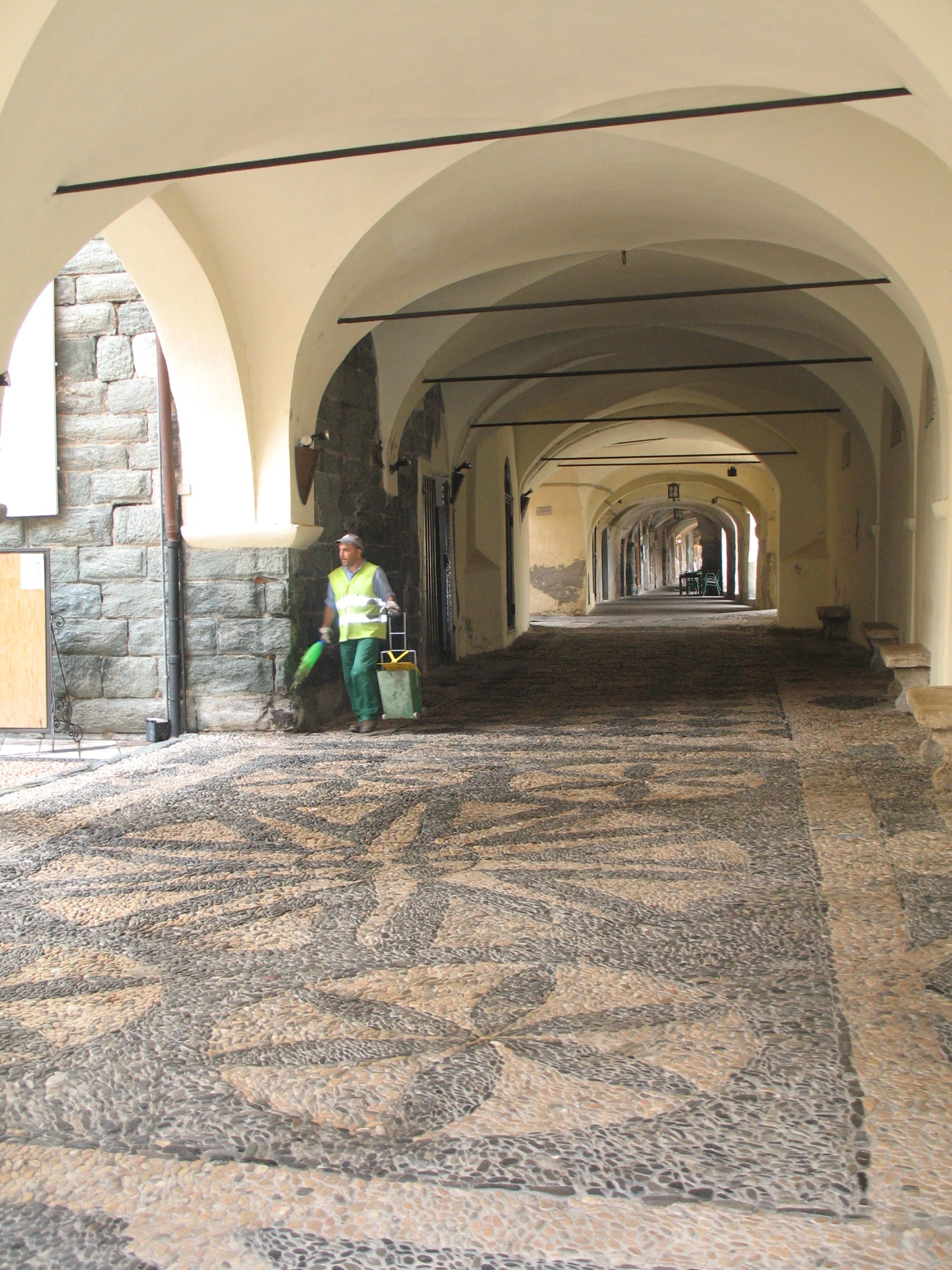
Portico del Palazzo comunale di Noli, dove Bruno soggiornò per un breve periodo. Sotto il portico una lapide ricorda il soggiorno del filosofo: "Giordano Bruno / Prima d'insegnare all'Europa / Le leggi dell'ordine universale / Fu maestro in Noli / Di grammatica e cosmografia"

Nell'aprile 1576 Bruno è a Genova e scrive che allora, nella chiesa di Santa Maria di Castello, si adorava come reliquia e si faceva baciare ai fedeli la coda dell'asina che portò Gesù a Gerusalemme. Da qui, va poi a Noli (oggi in provincia di Savona, allora Repubblica indipendente), dove per quattro o cinque mesi insegna grammatica ai bambini e cosmografia agli adulti.
Nel 1577 è a Savona, poi a Torino, che giudica "deliciosa città" ma, non trovandovi impiego, per via fluviale s'indirizza a Venezia, dove alloggia in una locanda nella contrada di Frezzeria, facendovi stampare il suo primo scritto, andato perduto, De' segni de' tempi, «per metter insieme un pocco de danari per potermi sustentar; la qual opera feci veder prima al reverendo padre maestro Remigio de Fiorenza», domenicano del convento dei Santi Giovanni e Paolo.
Ma a Venezia era in corso un'epidemia di peste che aveva fatto decine di migliaia di vittime, anche illustri, come Tiziano, così Bruno va a Padova dove, dietro consiglio di alcuni domenicani, riprende il saio, quindi se ne va a Brescia, dove si ferma nel convento domenicano; qui un monaco, «profeta, gran teologo e poliglotta», sospettato di stregoneria per essersi messo a profetizzare, viene da lui guarito, ritornando a essere - scrive ironicamente Bruno - «il solito asino».

### In Savoia e a Ginevra
Da Bergamo, nell'estate del 1578, decide di andare in Francia: passa per Milano e Torino, ed entra in Savoia passando l'inverno nel convento domenicano di Chambéry. Successivamente, sempre nel 1578, è a Ginevra, città dov'è presente una numerosa colonia di italiani riformati. Bruno depone nuovamente il saio e si veste di cappa, cappello e spada, aderisce al calvinismo e trova lavoro come correttore di bozze, grazie all'interessamento del marchese napoletano Galeazzo Caracciolo il quale, transfuga dall'Italia, nel 1552 vi aveva fondato la comunità evangelica italiana.
Il 20 maggio 1579 s'iscrive all'Università come "Filippo Bruno nolano, professore di teologia sacra". In agosto accusa il professore di filosofia Antoine de la Faye di essere un cattivo insegnante e definisce "pedagoghi" i pastori calvinisti. È probabile che Bruno volesse farsi notare, dimostrare l'eccellenza della sua preparazione filosofica e delle sue capacità didattiche per ottenere un incarico d'insegnante, costante ambizione di tutta la sua vita. Anche la sua adesione al calvinismo era mirata a questo scopo; Bruno fu in realtà indifferente a tutte le confessioni religiose: nella misura in cui l'adesione a una religione storica non pregiudicasse le sue convinzioni filosofiche e la libertà di professarle, egli sarebbe stato cattolico in Italia, calvinista in Svizzera, anglicano in Inghilterra e luterano in Germania.

### In Francia
Arrestato per diffamazione, viene processato e scomunicato. Il 27 agosto del 1579 è costretto a ritrattare; lascia allora Ginevra e si trasferisce brevemente a Lione per passare a Tolosa, città cattolica, sede di un'importante Università, dove per quasi due anni occupò il posto di lettore, insegnandovi il De anima di Aristotele e componendo un trattato di arte della memoria, rimasto inedito e andato perduto, la Clavis magna, che si rifarebbe all'Ars magna del Lullo. A Tolosa conobbe il filosofo scettico portoghese Francisco Sanches, che volle dedicargli il suo libro Quod nihil scitur, chiamandolo "filosofo acutissimo"; ma Bruno non ricambiò la stima, se scrisse di lui di considerare «stupefacente che questo asino si dia il titolo di dottore».
Nel 1581, a causa della guerra di religione fra cattolici e ugonotti, Bruno lascia Tolosa per Parigi, dove tiene un corso di lezioni sugli attributi di Dio secondo san Tommaso d'Aquino. E in seguito al successo di queste lezioni, come egli stesso racconta agli inquisitori, «acquistai nome tale che il re Enrico terzo mi fece chiamare un giorno, ricercandomi se la memoria che havevo e che professava, era naturale o pur per arte magica; al qual diedi sodisfazione; e con quello che li dissi e feci provare a lui medesmo, conobbe che non era per arte magica ma per scienzia. E doppo questo feci stampar un libro de memoria, sotto titolo De umbris idearum, il qual dedicai a Sua Maestà; e con questa occasione mi feci lettor straordinario e provvisionato».
Appoggiando fattivamente l'operato politico di Enrico III di Valois, a Parigi Giordano Bruno sarebbe rimasto poco meno di due anni, occupato nella prestigiosa posizione di lecteur royal. È a Parigi che Bruno dà alle stampe le sue prime opere pervenuteci. Oltre al De compendiosa architectura et complemento artis Lullii, vedono la luce il De umbris idearum (Le ombre delle idee) e l'Ars memoriae ("L'arte della memoria"), in un unico testo, seguiti dal Cantus Circaeus (Il canto di Circe) e dalla commedia in volgare intitolata Candelaio.

#### De umbris idearum
Il volume comprende due testi, il De umbris idearum propriamente detto, e l'Ars memoriae. Nelle intenzioni dell'autore, il volume, di argomento mnemotecnico, è distinto così in una parte di carattere teorico e in una di carattere pratico.
Per Bruno l'universo è un corpo unico, organicamente formato, con un preciso ordine che struttura ogni singola cosa e la connette con tutte le altre. Fondamento di quest'ordine sono le idee, principi eterni e immutabili presenti totalmente e simultaneamente nella mente divina, ma queste idee vengono "ombrate" e si separano nell'atto di volerle intendere. Nel cosmo ogni singolo ente è dunque imitazione, immagine, "ombra" della realtà ideale che la regge. Rispecchiando in sé stessa la struttura dell'universo, la mente umana, che ha in sé non le idee ma le ombre delle idee, può raggiungere la vera conoscenza, ossia le idee e il nesso che connette ogni cosa con tutte le altre, al di là della molteplicità degli elementi particolari e del loro mutare nel tempo. Si tratta allora di cercare di ottenere un metodo conoscitivo che colga la complessità del reale, fino alla struttura ideale che sostiene il tutto.
Tale mezzo si fonda sull'arte della memoria, il cui compito è di evitare la confusione generata dalla molteplicità delle immagini e di connettere le immagini delle cose con i concetti, rappresentando simbolicamente tutto il reale.

#### Ars memoriae
Nel pensiero del filosofo, l'arte della memoria opera nel medesimo mondo delle ombre delle idee, presentandosi come emulatrice della natura. Se dalle idee prendono forma le cose del mondo in quanto le idee contengono le immagini di ogni cosa, e ai nostri sensi le cose si manifestano come ombre di quelle, allora tramite l'immaginazione stessa sarà possibile ripercorrere il cammino inverso, risalire cioè dalle ombre alle idee, dall'uomo a Dio: l'arte della memoria non è più un ausilio della retorica, ma un mezzo per ri-creare il mondo. È dunque un processo visionario e non un metodo razionale quello che Bruno propone.
A similitudine di ogni altra arte, quella della memoria ha bisogno di sostrati (i subiecta), cioè "spazi" dell'immaginazione atti ad accogliere i simboli adatti (gli adiecta) tramite uno strumento opportuno. Con questi presupposti, l'autore costruisce un sistema che associa alle lettere dell'alfabeto immagini proprie della mitologia, in modo da rendere possibile la codifica di vocaboli e concetti secondo una particolare successione di immagini. Le lettere possono essere visualizzate su diagrammi circolari, o "ruote mnemoniche", che girando e innestandosi l'una dentro l'altra, forniscono strumenti via via più potenti.

#### Cantus Circaeus
L'opera, sempre in latino, è composta da due dialoghi. Protagonista del primo è la maga Circe che, risentita dal constatare che gli umani si comportino come animali, opera un incantesimo trasformando gli uomini in bestie, mettendo così in luce la loro autentica natura. Nel secondo dialogo Bruno, dando voce a uno dei due protagonisti, Borista, riprende l'arte della memoria mostrando come memorizzare il dialogo precedente: al testo si fa corrispondere uno scenario che viene via via suddiviso in un maggior numero di spazi e i vari oggetti lì contenuti sono le immagini relative ai concetti espressi nello scritto. Il Cantus resta dunque un trattato di mnemotecnica nel quale però il filosofo già lascia intravedere tematiche morali che saranno ampiamente riprese in opere successive, soprattutto nello Spaccio de la bestia trionfante e ne De gli eroici furori.

#### Candelaio
Ancora nel 1582 Bruno pubblica infine il Candelaio, una commedia in cinque atti in cui alla complessità del linguaggio, un italiano popolaresco che inserisce termini in latino, toscano e napoletano, corrisponde l'eccentricità della trama, fondata su tre storie parallele.

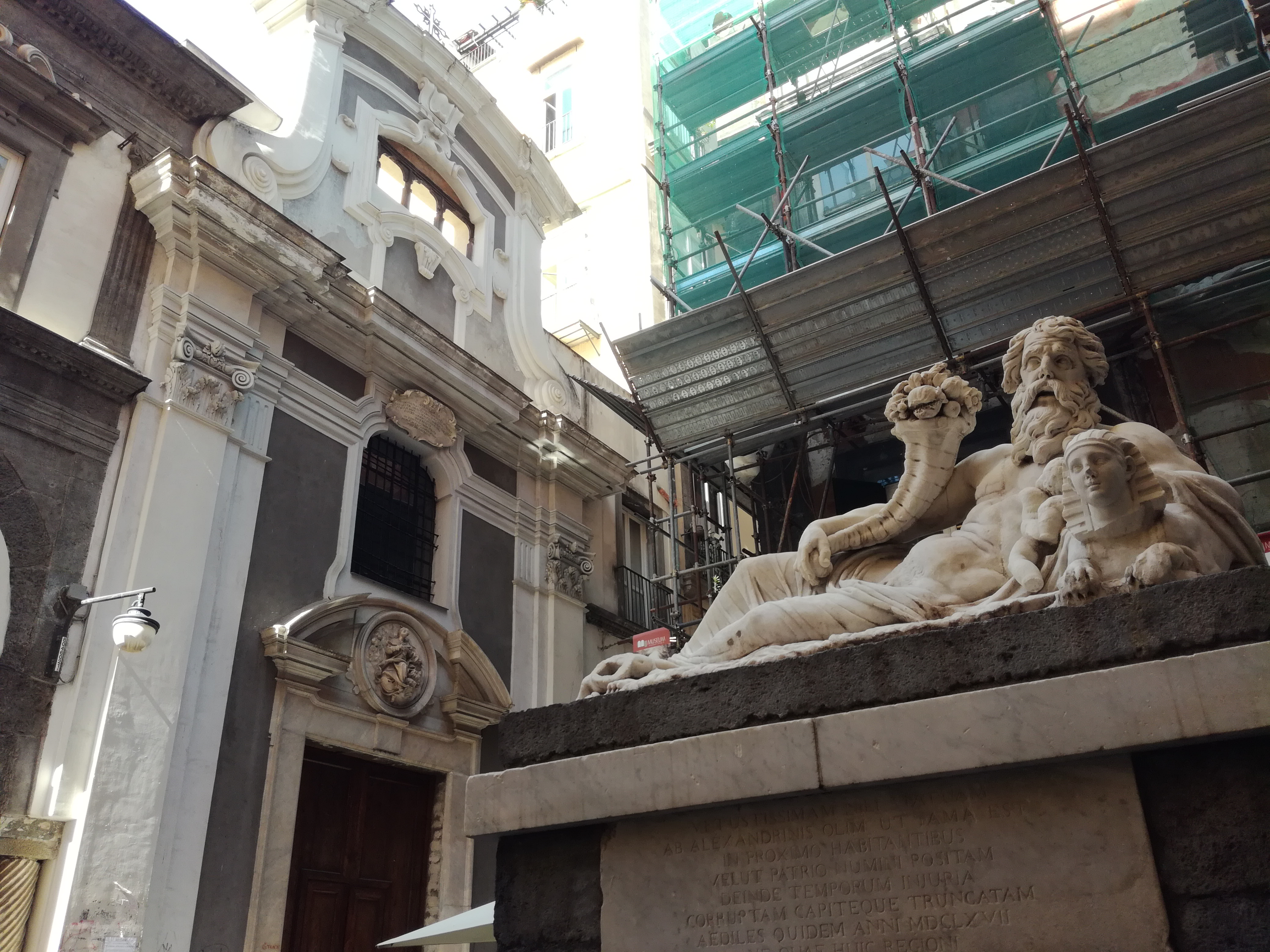
Esterno della chiesa di Santa Maria Assunta dei Pignatelli, in Largo Corpo di Napoli, presso il Seggio del Nilo, dove Bruno ambienta il suo Candelaio. Il nome deriva dalla statua del dio Nilo

La commedia è ambientata nella Napoli-metropoli del secondo Cinquecento, in posti che il filosofo ben conosceva per avervi soggiornato durante il suo noviziato. Il candelaio Bonifacio, pur sposato con la bella Carubina, corteggia la signora Vittoria ricorrendo a pratiche magiche; l'avido alchimista Bartolomeo si ostina a voler trasformare i metalli in oro; il grammatico Manfurio si esprime in un linguaggio incomprensibile. In queste tre storie si inserisce quella del pittore Gioan Bernardo, voce dell'autore stesso che con una corte di servi e malfattori si fa beffe di tutti e conquista Carubina.
In questo classico della letteratura italiana, appare un mondo assurdo, violento e corrotto, rappresentato con amara comicità, dove gli eventi si succedono in una trasformazione continua e vivace. La commedia è una feroce condanna della stupidità, dell'avarizia e della pedanteria.
Interessante nell'opera la descrizione che Bruno fa di sé stesso:
(da Il candelaio, a cura di Augusto Guzzo, introduzione di Antonio Riccardi, Milano, Mondadori, 1994, p. 16)

### In Inghilterra
(Dalla lettera dell'ambasciatore inglese a Parigi Henry Cobham a Francis Walsingham, marzo 1583)

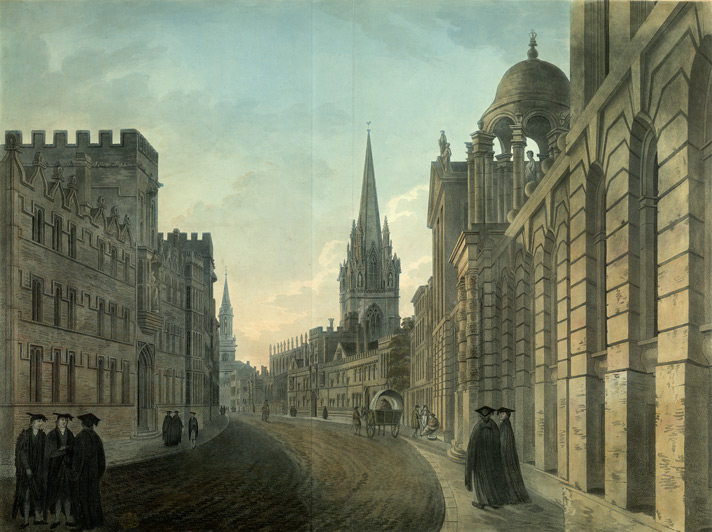
Dipinto del 1790 raffigurante la High Street con alcuni college dell'Università di Oxford e in fondo alla curva i campanili della chiesa di St Mary Abbots e dell'University College

Nell'aprile 1583 Giordano Bruno lascia Parigi e parte per l'Inghilterra dove, a Londra, è ospitato dall'ambasciatore di Francia Michel de Castelnau, che gli affiancherà il letterato di origini italiane Giovanni Florio in quanto Bruno non conosceva l'inglese, accompagnandolo fino al termine del suo soggiorno inglese. Nelle deposizioni lasciate agli inquisitori veneti egli sorvola sulle motivazioni di questa partenza, riferendosi genericamente ai disordini là in corso per questioni religiose. Sulla partenza restano però aperte altre ipotesi: che Bruno fosse partito in missione segreta per conto di Enrico III; che il clima a Parigi si fosse fatto pericoloso a causa dei suoi insegnamenti. Bisogna aggiungere anche il fatto che davanti agli inquisitori veneziani, qualche anno più avanti, Bruno esprimerà parole di apprezzamento per la regina d'Inghilterra Elisabetta che egli aveva conosciuto andando spesso a corte con l'ambasciatore.
Nel mese di giugno Bruno è a Oxford, e nella chiesa di St. Mary sostenne con uno di quei professori una disputa pubblica. Tornato a Londra, vi pubblicò, in un unico testo, l'Ars reminiscendi, l'Explicatio triginta sigillorum e il Sigillus sigillorum, nel quale testo inserì una lettera indirizzata al vice cancelliere dell'Università di Oxford, scrivendo che là «troveranno dispostissimo e prontissimo un uomo col quale saggiare la misura delle proprie forze». È una richiesta di poter insegnare nella prestigiosa Università. La proposta viene accolta: nell'estate del 1583 Bruno parte per Oxford.

#### Sigillus sigillorum
Opera considerata di argomento mnemotecnico, il Sigillus, in lingua latina, è una concisa trattazione teorica nella quale il filosofo introduce tematiche decisive nel suo pensiero, quali l'unità dei processi cognitivi; l'amore come legame universale; l'unicità e infinità di una forma universale che si esplica nelle infinite figure della materia, e il "furore" nel senso di slancio verso il divino, argomenti che saranno di lì a poco sviluppati a fondo nei successivi dialoghi italiani. È presentato inoltre in quest'opera fondamentale un altro dei temi nucleari del pensiero di Bruno: la magia come guida e strumento di conoscenza e azione, argomento che egli amplierà nelle cosiddette opere magiche.

#### Il ritorno a Londra
A Oxford Giordano Bruno tiene alcune lezioni sulle teorie copernicane, ma il suo soggiorno presso quella città dura ben poco. Dagli studi di Frances Yates si apprende che a Oxford non gradirono quelle novità, come testimoniò venti anni dopo, nel 1604, l'arcivescovo di Canterbury George Abbot, che fu presente alle lezioni di Bruno: 
(Ciliberto 1996, pp. 50-51)
Le lezioni furono quindi interrotte, ufficialmente per un'accusa di plagio del De vita coelitus comparanda di Marsilio Ficino. Sono anni questi difficili e amari per il filosofo, come traspare dal tono delle introduzioni alle opere immediatamente successive, i dialoghi londinesi: le polemiche accese e i rifiuti sono vissuti da Bruno come una persecuzione, «ingiusti oltraggi», e certo la "fama" che già lo aveva preceduto da Parigi non lo aiutava.
Ritornato a Londra, nonostante il clima avverso, in poco meno di due anni, fra il 1584 e il 1585, Bruno pubblica presso John Charlewood sei opere fra le più importanti della sua produzione: sei opere filosofiche in forma dialogica, i cosiddetti "dialoghi londinesi", o anche "dialoghi italiani", perché tutti in lingua italiana: La cena de le ceneri, De la causa, principio et uno, De l'infinito, universo e mondi, Spaccio de la bestia trionfante, Cabala del cavallo pegaseo con l'aggiunta dell'Asino cillenico, De gli eroici furori.

#### La cena de le ceneri
L'opera, dedicata all'ambasciatore francese Michel de Castelnau, presso il quale Bruno era ospite, è divisa in cinque dialoghi, i protagonisti sono quattro e fra questi Teofilo può considerarsi il portavoce dell'autore. Bruno immagina che il nobile sir Fulke Greville, il giorno delle Ceneri, inviti a cena Teofilo, Bruno stesso, Giovanni Florio, precettore della figlia dell'ambasciatore, un cavaliere e due accademici luterani di Oxford: i dottori Torquato e Nundinio. Rispondendo alle domande degli altri protagonisti, Teofilo racconta gli eventi che hanno portato all'incontro e lo svolgersi della conversazione avvenuta durante la cena, esponendo così le teorie del nolano.

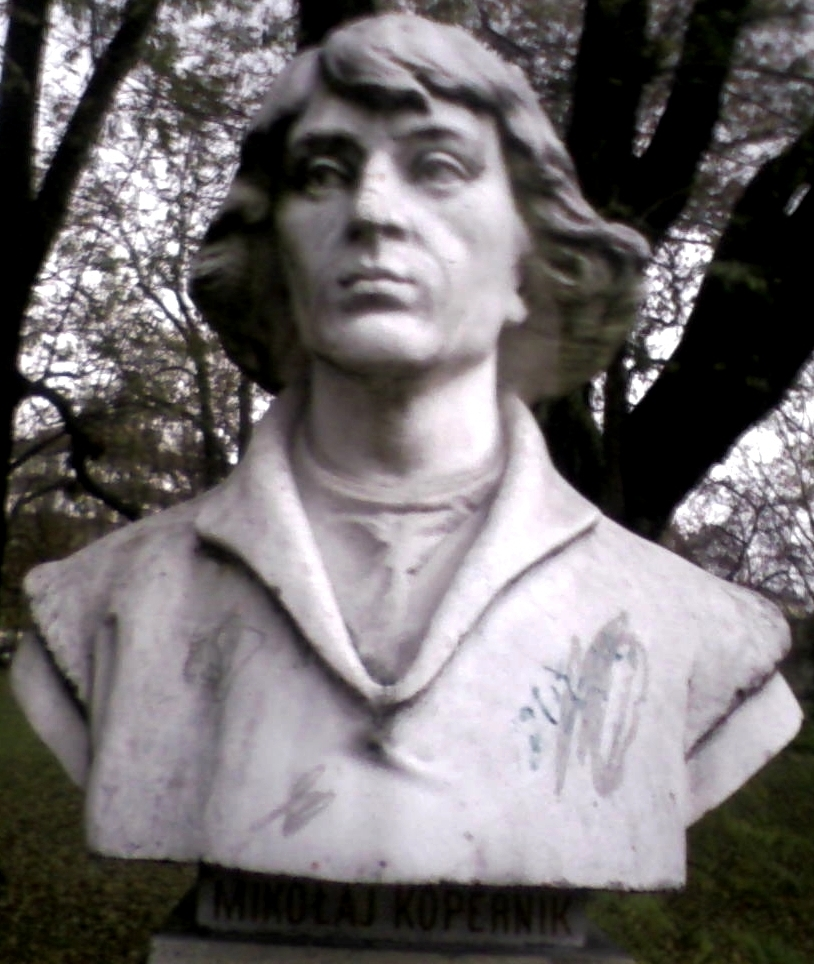
Busto marmoreo di Niccolò Copernico, Jordan Park, Cracovia

Bruno elogia e difende la teoria dell'astronomo polacco Niccolò Copernico (1473 – 1543) contro gli attacchi dei conservatori e contro chi, come il teologo Andrea Osiander, che aveva scritto una prefazione denigratoria al De revolutionibus orbium coelestium, considera solo un'ipotesi ingegnosa quella dell'astronomo.
Il mondo di Copernico, però, era ancora finito e delimitato dalla sfera delle stelle fisse. Nella Cena, Bruno non si limita a sostenere il moto della Terra di seguito alla confutazione della cosmologia tolemaica; egli presenta altresì un universo infinito: senza centro né confini. 
Afferma Teofilo (portavoce dell'autore) riguardo all'universo: «e sappiamo certo che essendo effetto e principiato da una causa infinita e principio infinito, deve secondo la capacità sua corporale e modo suo essere infinitamente infinito. [...] non è possibile giamai di trovar raggione semiprobabile per la quale sia margine di questo universo corporale; e per conseguenza ancora li astri che nel suo spacio si contengono, siino di numero finito; et oltre essere naturalmente determinato centro e mezzo di quello».
L'universo, che procede da Dio quale Causa infinita, è infinito a sua volta e contiene mondi innumerabili.
Per Bruno sono principi vani sostenere l'esistenza del firmamento con le sue stelle fisse, la finitezza dell'universo e che in questo esista un centro dove ora dovrebbe trovarsi immobile il Sole come prima vi si immaginava ferma la Terra. Formula esempi che appaiono ad alcuni autori come antesignani del principio di relatività galileiana. Seguendo la Docta ignorantia del cardinale e umanista Nicola Cusano (1401 – 1464), Bruno sostiene l'infinità dell'universo in quanto effetto di una causa infinita. Bruno è ovviamente consapevole che le Scritture sostengono tutt'altro – finitezza dell'universo e centralità della Terra – ma, risponde:
(La cena de le ceneri: Teofilo: dialogo IV)
Come occorre distinguere tra dottrine morali e filosofia naturale, così occorre distinguere tra teologi e filosofi: ai primi spettano le questioni morali, ai secondi la ricerca della verità. Dunque Bruno traccia qui un confine abbastanza netto fra opere di filosofia naturale e Sacre scritture.

#### De la causa, principio et uno
I cinque dialoghi del De la causa, principio et uno intendono stabilire i principi della realtà naturale. Bruno lascia da parte l'aspetto teologico della conoscenza di Dio, del quale, come causa della natura, non possiamo conoscere nulla attraverso il «lume naturale», perché esso «ascende sopra la natura» e si può pertanto aspirare a conoscere Dio solo per fede. Ciò che interessa a Bruno è invece la filosofia e la contemplazione della natura, la conoscenza della realtà naturale nella quale, come già aveva scritto nel De umbris, possiamo soltanto cogliere le «ombre», il divino «per modo di vestigio».
Riallacciandosi ad antiche tradizioni di pensiero, Bruno elabora una concezione animistica della materia, nella quale l'anima del mondo viene a identificarsi con la sua forma universale, e la cui prima e principale facoltà è l'intelletto universale. L'intelletto è il «principio formale costitutivo de l'universo e di ciò che in quello si contiene» e la forma non è altro che il principio vitale, l'anima delle cose le quali, proprio perché tutte dotate di anima, non hanno imperfezione.
La materia, d'altro canto, non è in sé stessa indifferenziata, un "nulla", come hanno sostenuto molti filosofi, una bruta potenza, senza atto e senza perfezione, come direbbe Aristotele.
La materia è allora il secondo principio della natura, della quale ogni cosa è formata. Essa è «potenza d'esser fatto, prodotto e creato», aspetto equivalente al principio formale che è potenza attiva, «potenza di fare, di produrre, di creare» e non può esserci l'un principio senza l'altro. Ponendosi quindi in contrasto col dualismo aristotelico, Bruno conclude che principio formale e principio materiale benché distinti non possono essere ritenuti separati, perché «il tutto secondo la sostanza è uno».
Discendono da queste considerazioni due elementi fondamentali della filosofia bruniana: uno, tutta la materia è vita e la vita è nella materia, materia infinita; due, Dio non può essere al di fuori della materia semplicemente perché non esiste un "esterno" della materia: Dio è dentro la materia, dentro di noi.

#### De l'infinito, universo e mondi
Nel De l'infinito, universo e mondi Bruno riprende e arricchisce temi già affrontati nei dialoghi precedenti: la necessità di un accordo tra filosofi e teologi, perché «la fede si richiede per l'istituzione di rozzi popoli che denno esser governati»; l'infinità dell'universo e l'esistenza di mondi infiniti; la mancanza di un centro in un universo infinito, che comporta un'ulteriore conseguenza: la scomparsa dell'antico, ipotizzato ordine gerarchico, la «vanissima fantasia» che riteneva che al centro vi fosse il «corpo più denso e crasso» e si ascendesse ai corpi più fini e divini. La concezione aristotelica è difesa ancora da quei dottori (i pedanti) che hanno fede nella «fama de gli autori che gli son stati messi nelle mani», ma i filosofi moderni, che non hanno interesse a dipendere da quello che dicono gli altri e pensano con la loro testa, si sbarazzano di queste anticaglie e con passo più sicuro procedono verso la verità.
Chiaramente un universo eterno, infinitamente esteso, composto di un numero infinito di sistemi solari simili al nostro e sprovvisto di centro sottrae alla Terra, e di conseguenza all'uomo, quel ruolo privilegiato che Terra e uomo hanno nelle religioni giudaico-cristiane all'interno del modello della creazione, creazione che agli occhi del filosofo non ha più senso, perché come già aveva concluso nei due dialoghi precedenti, l'universo è assimilabile a un organismo vivente, dove la vita è insita in una materia infinita che perennemente muta.
Il copernicanesimo, per Bruno, rappresenta la "vera" concezione dell'universo, meglio, l'effettiva descrizione dei moti celesti.
Nel Dialogo primo del De l'infinito, universo e mondi, il nolano spiega che l'universo è infinito perché tale è la sua Causa che coincide con Dio. Filoteo, portavoce dell'autore, afferma: «Qual raggione vuole che vogliamo credere che l'agente che può fare un buono infinito lo fa finito? e se lo fa finito, perché doviamo noi credere che possa farlo infinito, essendo in lui il possere et il fare tutto uno? Perché è inmutabile, non ha contingenzia nell'operazione, né nella efficacia, ma da determinata e certa efficacia depende determinato e certo effetto inmutabilmente: onde non può essere altro che quello che è; non può essere tale quale non è; non può posser altro che quel che può; non può voler altro che quel che vuole; e necessariamente non può far altro che quel che fa: atteso che l'aver potenza distinta da l'atto conviene solamente a cose mutabili».
Essendo Dio infinitamente potente, dunque, il suo atto esplicativo deve esserlo altrettanto. In Dio coincidono libertà e necessità, volontà e potenza (o capacità); di conseguenza, non è credibile che all'atto della creazione Egli abbia posto un limite a sé stesso.
Bisogna tener presente che «Bruno opera una netta distinzione tra l'universo e i mondi. Parlare di un sistema del mondo non vuol dire, nella sua visione del cosmo, parlare di un sistema dell'universo. L'astronomia è legittima e possibile come scienza del mondo che cade nell'ambito della nostra percezione sensibile. Ma, al di là di esso, si estende un universo infinito che contiene quei "grandi animali" che chiamiamo astri, che racchiude una pluralità infinita di mondi. Quell'universo non ha dimensioni né misura, non ha forma né figura. Di esso, che è insieme uniforme e senza forma, che non è né armonico né ordinato, non può in alcun modo darsi un sistema».

#### Spaccio de la bestia trionfante
(Spaccio de la bestia trionfante, Fortuna (Sofia): dialogo II, parte II)
Opera allegorica, lo Spaccio, costituito da tre dialoghi di argomento morale, si presta a essere interpretato su diversi livelli, tra i quali resta fondamentale quello dell'intento polemico di Bruno contro la Riforma protestante, che agli occhi del nolano rappresenta il punto più basso di un ciclo di decadenza iniziato col cristianesimo. Decadenza non soltanto religiosa, ma anche civile e filosofica: se Bruno aveva concluso nei precedenti dialoghi che la fede è necessaria per il governo dei «rozzi popoli» cercando di delimitare così i rispettivi campi d'azione di filosofia e religione, qui egli riapre quel confine.
Nella visione di Bruno, il legame fra l'uomo e il mondo, mondo naturale e mondo civile, è quello fra l'uomo e un Dio che non sta "nell'alto dei cieli", ma nel mondo, perché la «natura non è altro che dio nelle cose». Il filosofo, colui che cerca la Verità, deve pertanto necessariamente operare là dove sono situate le «ombre» del divino. L'uomo non può fare a meno di interagire con Dio, secondo il linguaggio di una comunicazione che nel mondo naturale vede l'uomo perseguire la Conoscenza, e nel mondo civile l'uomo seguire la Legge. Questo legame è proprio quello che nella storia è stato interrotto, e il mondo tutto è decaduto perché è decaduta la religione trascinando con sé e la legge e la filosofia, «di sorte che non siamo più dèi, non siamo più noi». Nello Spaccio, dunque, etica, ontologia e religione sono strettamente interconnessi. Religione, e questo va evidenziato, che Bruno intende come religione civile e naturale, e il modello cui egli si ispira è quello degli antichi Egizi e Romani, che «non adoravano Giove, come lui fusse la divinità, ma adoravano la divinità come fusse in Giove».
Per ristabilire il legame col divino occorre però che «prima togliamo dalle nostre spalli la grieve somma d'errori che ne trattiene.» È lo "spaccio", cioè l'espulsione di ciò che ha deteriorato quel legame: le "bestie trionfanti".
Le bestie trionfanti sono immaginate nelle costellazioni celesti, rappresentate da animali: occorre "spacciarle", cioè cacciarle dal cielo in quanto rappresentanti vizi che è tempo di sostituire con altre virtù: via dunque la Falsità, l'Ipocrisia, la Malizia, la «stolta fede», la Stupidità, la Fierezza, la Fiacchezza, la Viltà, l'Ozio, l'Avarizia, l'Invidia, l'Impostura, l'Adulazione e via elencando.
Occorre tornare alla semplicità, alla verità e all'operosità, ribaltando le concezioni morali che si sono ormai imposte nel mondo, secondo le quali le opere e gli affetti eroici sono privi di valore, dove credere senza riflettere è sapienza, dove le imposture umane sono fatte passare per consigli divini, la perversione della legge naturale è considerata pietà religiosa, studiare è follia, l'onore è posto nelle ricchezze, la dignità nell'eleganza, la prudenza nella malizia, l'accortezza nel tradimento, il saper vivere nella finzione, la giustizia nella tirannia, il giudizio nella violenza.
Responsabile di questa crisi è il cristianesimo: già Paolo aveva operato il rovesciamento dei valori naturali e ora Lutero, «macchia del mondo», ha chiuso il ciclo: la ruota della storia, della vicissitudine del mondo, essendo giunta al suo punto più basso, può operare un nuovo e positivo rovesciamento dei valori.
Nella nuova gerarchia di valori il primo posto spetta alla Verità, necessaria guida per non errare. A questa segue la Prudenza, la caratteristica del saggio che, conosciuta la verità, ne trae le conseguenze con un comportamento adeguato. Al terzo posto Bruno inserisce la Sofia, la ricerca della verità; quindi segue la Legge, che disciplina il comportamento civile dell'uomo; infine il Giudizio, inteso come aspetto attuatorio della legge. Bruno fa quindi discendere la Legge dalla Sapienza, in una visione razionalista nel cui centro c'è l'uomo che opera cercando la Verità, in netto contrasto col cristianesimo di Paolo, che vede la legge subordinata alla liberazione dal peccato, e con la Riforma di Lutero, che vede nella "sola fede" il faro dell'uomo. Per Bruno la "gloria di Dio" si rovescia così in «vana gloria» e il patto fra Dio e gli uomini stabilito nel Nuovo Testamento si rivela «madre di tutte le forfanterie». La religione deve tornare a essere "religione civile": legame che favorisca la «communione de gli uomini», la «civile conversazione».
Altri valori seguono i primi cinque: la Fortezza (la forza dell'animo), la Diligenza, la Filantropia, la Magnanimità, la Semplicità, l'Entusiasmo, lo Studio, l'Operosità, eccetera. E allora vedremo, conclude beffardo Bruno, «quanto siano atti a guadagnarsi un palmo di terra questi che sono cossí effusi e prodighi a donar regni de' cieli».
È questa evidentemente un'etica che richiama i valori tradizionali dell'Umanesimo, cui Bruno non ha mai dato molta importanza; ma questo schema rigido è in realtà la premessa per le indicazioni di comportamento che Bruno prospetta nell'opera di poco successiva, De gli eroici furori.

#### Cabala del cavallo pegaseo con l'aggiunta dell'Asino cillenico
(Cabala del Cavallo Pegaseo, Saulino: dialogo I)
La Cabala del cavallo pegaseo viene pubblicata nel 1585 insieme a l'Asino cillenico in unico testo. Il titolo allude a Pegaso, il cavallo alato della mitologia greca nato dal sangue di Medusa decapitata da Perseo. Al termine delle sue imprese, Pegaso volò nel cielo trasformandosi in costellazione, una delle 48 elencate da Tolomeo nel suo Almagesto: la costellazione di Pegaso. "Cabala" si riferisce a una tradizione mistica originatasi in seno all'ebraismo.

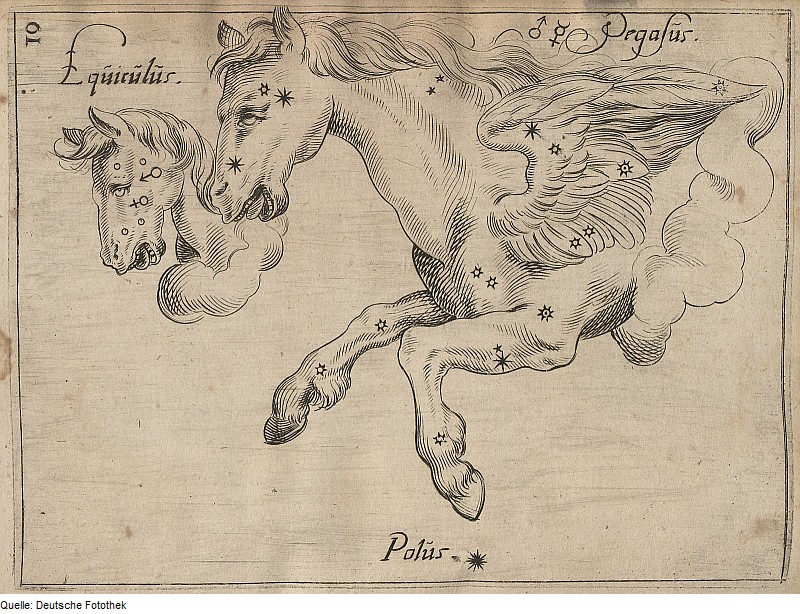
Calcografia del 1596 raffigurante le stelle della costellazione di Pegaso che delineano la figura del cavallo mitologico Pegaso

L'opera, percorsa da una chiara vena comica, può essere letta come un divertissement, opera d'intrattenimento senza pretese; oppure interpretata in chiave allegorica, opera satirica, atto di accusa. Il cavallo nel cielo sarebbe allora un asino idealizzato, figura celeste che rimanda all'asinità umana: all'ignoranza, quella dei cabalisti, ma anche quella dei religiosi in generale. I continui riferimenti ai testi sacri si rivelano ambigui, perché da un lato suggeriscono interpretazioni, dall'altro confondono il lettore. Uno dei filoni interpretativi, legato al lavoro critico svolto da Vincenzo Spampanato, ha individuato nel cristianesimo delle origini e in Paolo di Tarso il bersaglio polemico di Bruno.

#### De gli eroici furori
Nei dieci dialoghi che compongono l'opera De gli eroici furori, pubblicati nel 1585 sempre a Londra, Bruno individua tre specie di passioni umane: quella per la vita speculativa, volta alla conoscenza; quella per la vita pratica e attiva, e quella per la vita oziosa. Le due ultime tendenze rivelano una passione di poco valore, un «furore basso»; il desiderio di una vita volta alla contemplazione, cioè alla ricerca della verità, è invece espressione di un «furore eroico», con il quale l'anima, «rapita sopra l'orizzonte de gli affetti naturali [...] vinta da gli alti pensieri, come morta al corpo, aspira ad alto».

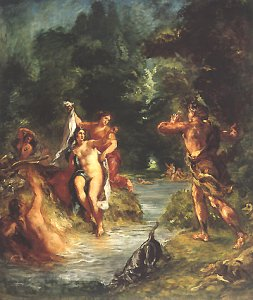
Diana e Atteone, Delacroix

Non si giunge a tale effetto con la preghiera, con atteggiamenti devozionali, con «aprir gli occhi al cielo, alzar alto le mani» ma, al contrario, con il «venir al più intimo di sé, considerando che Dio è vicino, con sé e dentro di sé più ch'egli medesmo esser non si possa, come quello che è anima delle anime, vita delle vite, essenza de le essenze». Una ricerca che Bruno assimila a una caccia, non la comune caccia ove il cacciatore ricerca e cattura le prede, ma quella in cui il cacciatore diviene egli stesso preda, come Atteone che nel mito ripreso da Bruno, avendo visto la bellezza di Diana, si trasforma in cervo ed è fatto preda dei cani, i «pensieri de cose divine», che lo divorano «facendolo morto al volgo, alla moltitudine, sciolto dalli nodi de li perturbati sensi, [...] di sorte che tutto vede come uno, non vede più distinzioni e numeri».
La conoscenza della natura è lo scopo della scienza e quello più alto della nostra vita stessa, che da questa scelta viene trasformata in un «furore eroico» assimiliandoci alla perenne e tormentata «vicissitudine» in cui si esprime il principio che anima tutto l'universo. Il filosofo ci dice che per conoscere veramente l'oggetto della nostra ricerca (Diana ignuda) non dobbiamo essere virtuosi (virtù come medietà tra gli estremi) ma dobbiamo essere pazzi, furiosi, solo così potremmo arrivare a capire l'oggetto del nostro studio (Atteone trasformato in cervo); la ricerca e l'essere furiosi, non sono una virtù ma un vizio. Il dialogo è inoltre un prosimetro, come La vita nuova di Dante, un insieme di prosa e di poesia (distici, sonetti e una canzone finale).

### Il ritorno in Francia

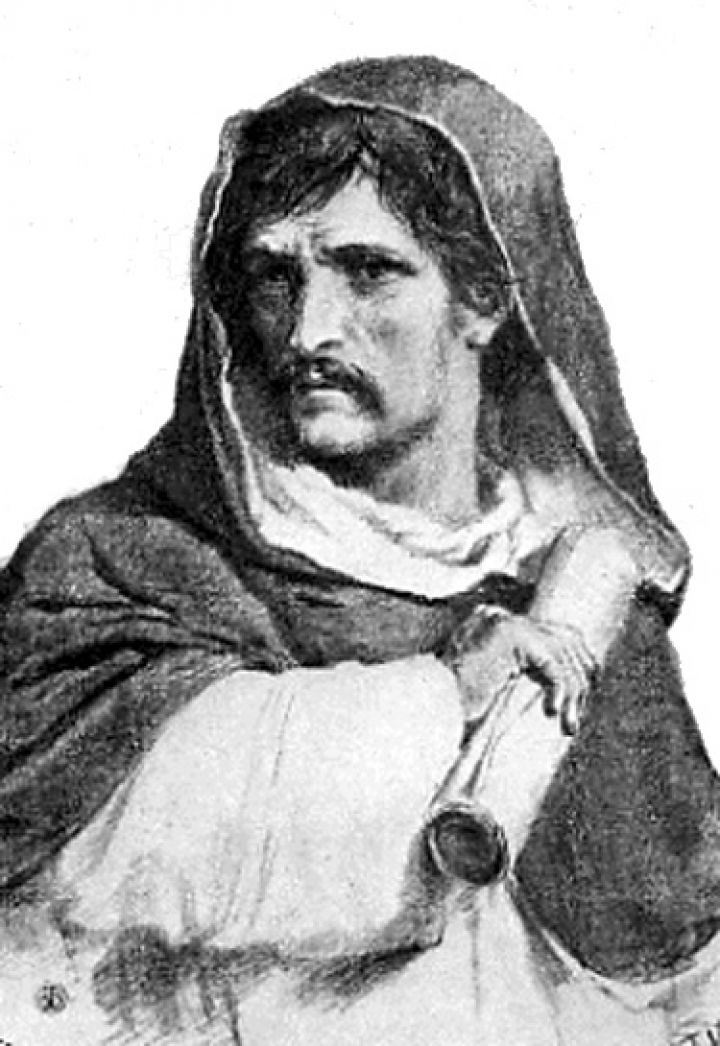
Giordano Bruno in una stampa d'epoca

Il precedente periodo inglese è da considerarsi il più creativo di Bruno, periodo nel quale ha prodotto il maggior numero di opere fino a quando verso la fine del 1585 l'ambasciatore Castelnau essendo richiamato in Francia lo induce a imbarcarsi con lui; ma la nave verrà assalita dai pirati, che derubano i passeggeri d'ogni avere.
A Parigi Bruno abita vicino al Collège de Cambrai, e ogni tanto va a prendere in prestito qualche libro nella biblioteca di Saint-Victor, nella collina di Sainte-Geneviève, il cui bibliotecario, il monaco Guillaume Cotin, ha l'abitudine di annotare giornalmente quanto avveniva nella biblioteca. Entrato in qualche confidenza col filosofo, da lui sappiamo che Bruno stava per pubblicare un'opera, l'Arbor philosophorum, che non ci è pervenuta, e che aveva lasciato l'Italia per «evitare le calunnie degli inquisitori, che sono ignoranti e che, non concependo la sua filosofia, lo accuserebbero di eresia».
Il monaco annota tra l'altro che Bruno era ammiratore di Tommaso d'Aquino, che disprezzava «le sottigliezze degli scolastici, dei sacramenti e anche dell'eucaristia, ignote a san Pietro e a san Paolo, i quali non seppero altro che hoc est corpus meum. Dice che i torbidi religiosi sarebbero facilmente tolti di mezzo, se fossero spazzate tali questioni e confida che questa sarà presto la fine della contesa.»
L'anno successivo Bruno pubblica, dedicata a Piero Del Bene, abate di Belleville e membro della corte francese, la Figuratio Aristotelici physici auditus, un'esposizione della fisica aristotelica. Conosce il salernitano Fabrizio Mordente, che due anni prima aveva pubblicato Il Compasso, illustrazione dell'invenzione di un compasso di nuova concezione e, poiché egli non sa il latino, Bruno, che ha apprezzato la sua invenzione, pubblica i Dialogi duo de Fabricii Mordentis Salernitani prope divina adinventione ad perfectam cosmimetriae praxim, dove elogia l'inventore ma gli rimprovera di non aver compreso tutta la portata della sua invenzione, che dimostrava l'impossibilità di una divisione infinita delle lunghezze. Offeso da questi rilievi, il Mordente protestò violentemente, sicché Bruno finì col replicare con le feroci satire dell'Idiota triumphans seu de Mordentio inter geometras Deo dialogus e del Dialogus qui De somnii interpretatione seu Geometrica sylva inscribitur.
Il 28 maggio 1586 fa stampare col nome del discepolo Jean Hennequin l'opuscolo antiaristotelico Centum et viginti articuli de natura et mundo adversus peripateticos, partecipando alla successiva pubblica disputa nel Collège de Cambrai, ribadendo le sue critiche alla filosofia aristotelica. Contro tali critiche si levò un giovane avvocato parigino, Raoul Callier, che replicò con violenza chiamando il filosofo Giordano "Bruto". Sembra che l'intervento del Callier abbia ricevuto l'appoggio di quasi tutti gli intervenuti e che si sia scatenato un putiferio di fronte al quale il filosofo preferì, una volta tanto, allontanarsi, ma le reazioni negative provocate dal suo intervento contro la filosofia aristotelica, allora ancora in grande auge alla Sorbona, unitamente alla crisi politica e religiosa in corso in Francia e alla mancanza di appoggi a corte, lo indussero a lasciare nuovamente il suolo francese.

### In Germania

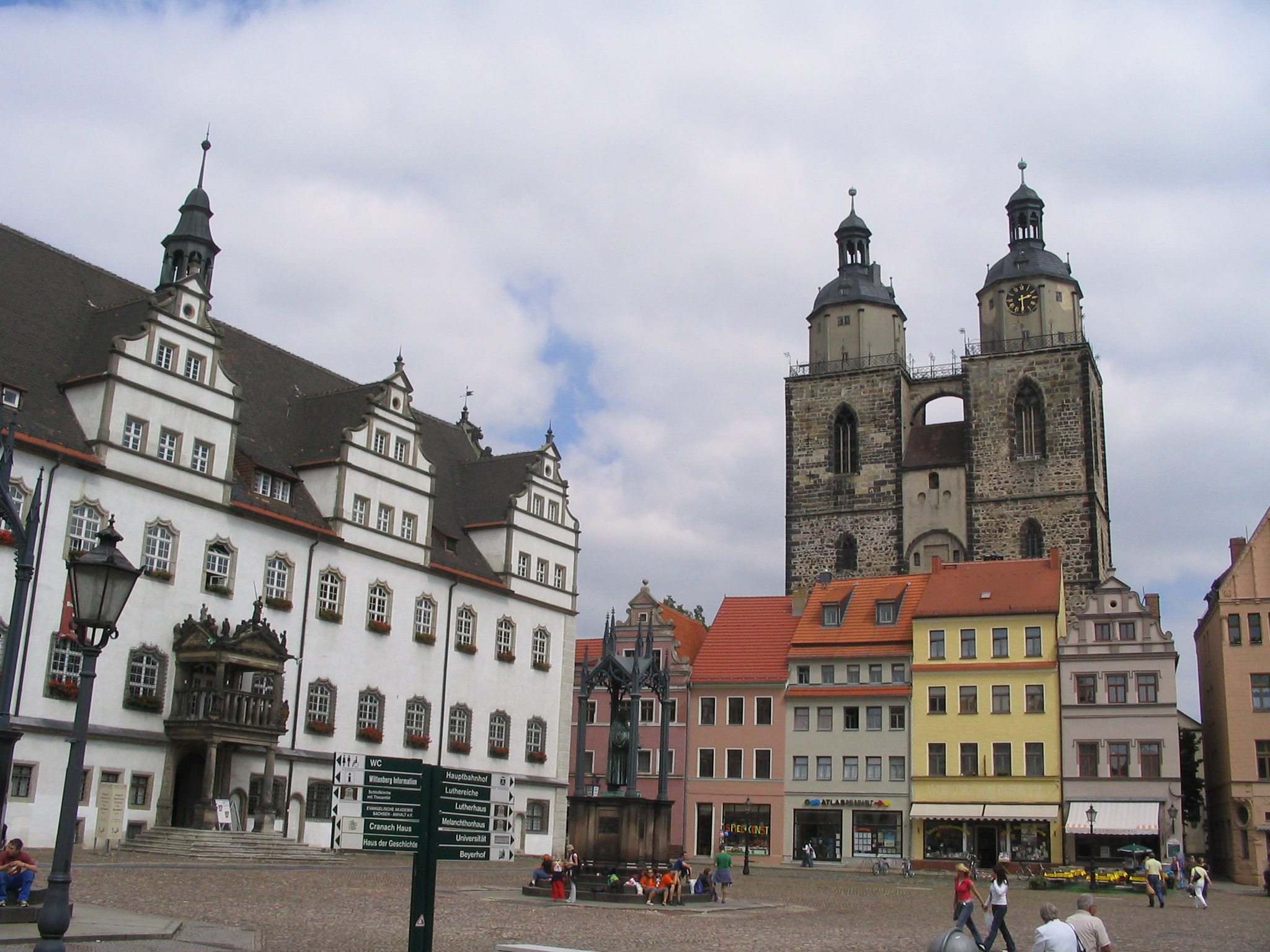
La Piazza del Mercato di Wittenberg

Raggiunta in giugno la Germania, Bruno soggiorna brevemente a Magonza e a Wiesbaden, passando poi a Marburg, nella cui Università risulta immatricolato il 25 luglio 1586 come Theologiae doctor romanensis. Ma non trovando possibilità di insegnamento, probabilmente per le sue posizioni antiaristoteliche, il 20 agosto 1586 s'immatricola nell'Università di Wittenberg come Doctor italicus, insegnandovi per due anni, due anni che il filosofo trascorre in tranquilla operosità.
(Dedica del De lampade combinatoria)
Nel 1587 pubblica il De lampade combinatoria lulliana, un commento dell'Ars magna di Raimondo Lullo e il De progressu et lampade venatoria logicorum, commento ai Topica di Aristotele; altri commenti a opere aristoteliche sono i suoi Libri physicorum Aristotelis explanati, testi pubblicati nel 1891. Pubblica ancora, a Wittenberg, il Camoeracensis Acrotismus, una riedizione di Centum et viginti articuli de natura et mundo adversus peripateticos. Un suo corso privato sulla Retorica sarà invece pubblicato nel 1612 col titolo di Artificium perorandi; anche le Animadversiones circa lampadem lullianam e la Lampas triginta statuarum verranno pubblicate soltanto nel 1891.
Nel saggio della Yates si fa cenno al fatto che il Mocenigo aveva riferito all'Inquisizione veneziana l'intenzione di Bruno, durante il suo periodo tedesco, di creare una nuova setta. Mentre altri accusatori (il Mocenigo negherà questa affermazione) sostenevano che egli avrebbe voluto chiamare la nuova setta dei Giordaniti e che essa avrebbe attirato molto i luterani tedeschi. L'autrice inoltre si pone la domanda se in questa setta vi fossero stati dei rapporti con i Rosacroce dato che in Germania emersero all'inizio del XVII secolo presso i circoli luterani.
Il nuovo duca Cristiano I, succeduto al padre morto l'11 febbraio 1586, decide di rovesciare l'indirizzo degli insegnamenti universitari che privilegiavano le dottrine del filosofo calvinista Pietro Ramo a svantaggio delle classiche teorie aristoteliche. Dovette essere questa svolta a spingere Bruno, l'8 marzo 1588, a lasciare l'Università di Wittenberg, non senza la lettura di una Oratio valedictoria, un saluto che è un ringraziamento per l'ottima accoglienza della quale era stato gratificato:
(citato in Opere di Giordano Bruno e Tommaso Campanella, a cura di Augusto Guzzo e Romano Amerio, Ricciardi, 1956)
Ne fu ricambiato dall'affetto degli allievi, come Hieronymus Besler e Valtin Havenkenthal, il quale, nel suo saluto, lo chiama «Essere sublime, oggetto di meraviglia per tutti, dinanzi a cui stupisce la natura stessa, superata dall'opera sua, fiore d'Ausonia, Titano della splendida Nola, decoro e delizia dell'uno e l'altro cielo».

### A Praga e a Helmstedt

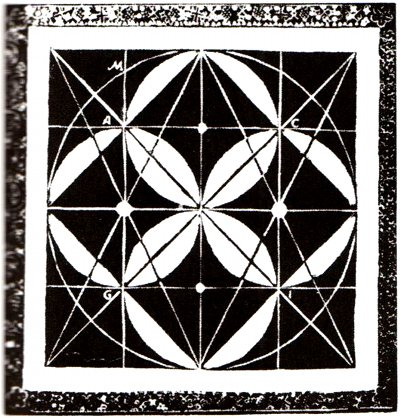
Amoris
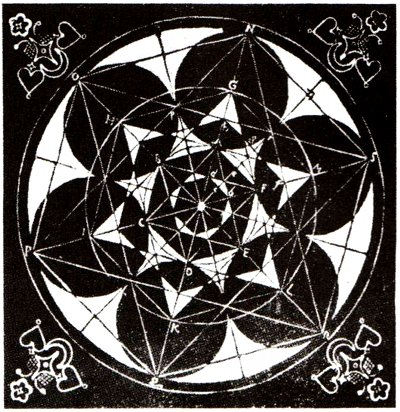
Intellectus
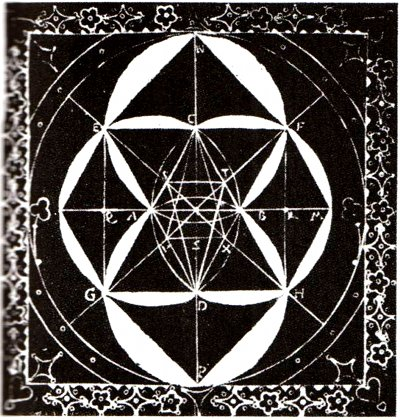
Mentis
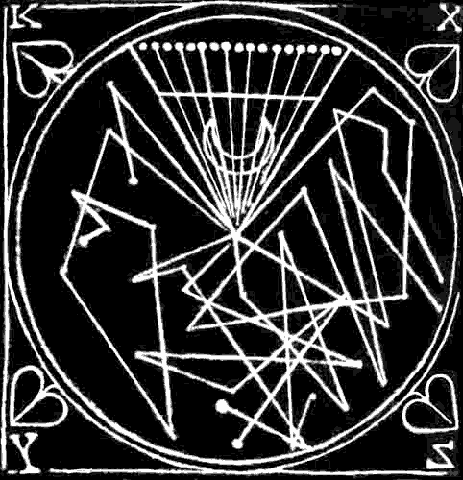
Theuti radius

I sigilli di Giordano Bruno sono delle incisioni realizzate dallo stesso e pubblicate all'interno delle sue opere a partire dal periodo praghese. Esse rappresentano figure geometriche sovrapposte ma anche veri e propri disegni con presunte decorazioni e lettere. A parte il titolo dei sigilli non abbiamo alcuna spiegazione in merito al loro significato o al loro reale utilizzo. Fino a oggi sono state fatte molto congetture dai vari studiosi senza giungere a nessuna conclusione definitiva.
Nell'aprile del 1588 Bruno giunge a Praga, in quegli anni sede del Sacro Romano Impero, città dove rimane sei mesi. Qui pubblica, in unico testo, il De lulliano specierum scrutinio e il De lampade combinatoria Raymundi Lullii, dedicato all'ambasciatore spagnolo presso la corte imperiale, don Guillem de Santcliment (il quale vantava Raimondo Lullo fra i suoi antenati), mentre all'imperatore Rodolfo II, mecenate e appassionato di alchimia e astrologia, dedica gli Articuli centum et sexaginta adversus huius tempestatis mathematicos atque philosophos, che trattano di geometria, e nella dedica rileva come per guarire i mali del mondo sia necessaria la tolleranza, sia in campo strettamente religioso – «È questa la religione che io osservo, sia per una convinzione intima sia per la consuetudine vigente nella mia patria e tra la mia gente: una religione che esclude ogni disputa e non fomenta alcuna controversia» – sia in quello filosofico, campo che deve rimanere libero da autorità precostituite e da tradizioni elevate a prescrizioni normative. Quanto a lui, «alle libere are della filosofia cercai riparo dai flutti fortunosi, desiderando la sola compagnia di coloro che comandano non di chiudere gli occhi, ma di aprirli. A me non piace dissimulare la verità che vedo, né ho timore di professarla apertamente»
Ricompensato con trecento talleri dall'imperatore, in autunno Bruno, che sperava di essere accolto a corte, decide di lasciare Praga e, dopo una breve tappa a Tubinga, giunge a Helmstedt, nella cui Università, chiamata Academia Julia, si registra il 13 gennaio 1589.

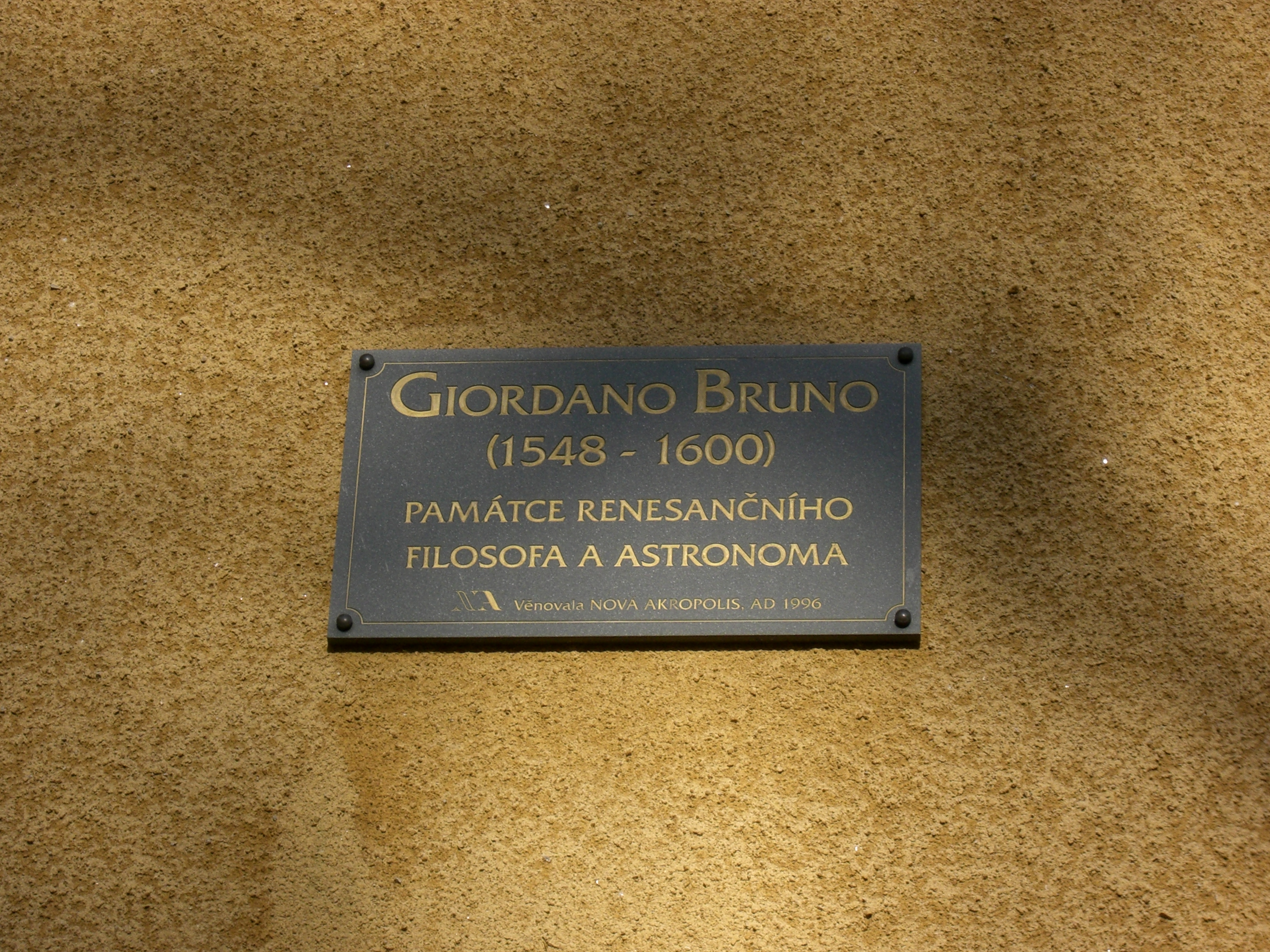
Una targa presso il Planetario di Praga ricorda il passaggio del filosofo in quella città

Il 1º luglio 1589, per la morte del fondatore dell'Accademia, il duca Julius von Braunschweig, vi legge l'Oratio consolatoria, ove presenta sé stesso come forestiero ed esule: «spregiai, abbandonai, perdetti la patria, la casa, la facoltà, gli onori, e ogni altra cosa amabile, appetibile, desiderabile». In Italia «esposto alla gola e alla voracità del lupo romano, qui libero. Lì costretto a culto superstizioso e insanissimo, qui esortato a riti riformati. Lì morto per violenza di tiranni, qui vivo per l'amabilità e la giustizia di un ottimo principe». Le Muse dovrebbero essere libere per diritto naturale eppure «sono invece, in Italia e in Spagna, conculcate dai piedi di vili preti, in Francia patiscono per la guerra civile rischi gravissimi, in Belgio sono sballottate da frequenti marosi, e in alcune regioni tedesche languono infelicemente».
Poche settimane dopo viene scomunicato dal sovrintendente della Chiesa luterana della città, il teologo luterano Heinrich Boethius per motivi non noti: Bruno riesce così a collezionare le scomuniche delle maggiori confessioni europee, cattolica, calvinista e luterana. Il 6 ottobre 1586 presenta ricorso al prorettore dell'Accademia, Daniel Hoffmann, contro quello che egli definisce un abuso – perché «chi ha deciso qualcosa senza ascoltare l'altra parte, anche se lo ha fatto giustamente, non è stato giusto» – e una vendetta privata. Non ricevette però risposta, perché sembra che fosse stato lo stesso Hoffmann a istigare Boethius.
Benché scomunicato, poté tuttavia rimanere ancora a Helmstedt, dove aveva ritrovato Valtin Acidalius Havenkenthal e Hieronymus Besler, già suo allievo a Wittenberg, che gli fa da copista e vedrà ancora brevemente in Italia, a Padova. Bruno compone diverse opere sulla magia, tutte pubblicate postume solo nel 1891: il De magia, le Theses de magia, un compendio del trattato precedente, il De magia mathematica (che presenta come fonti la Steganographia di Tritemio, il De occulta philosophia di Agrippa e lo pseudo-Alberto Magno), il De rerum principiis et elementis et causis e la Medicina lulliana, nella quale presume di aver trovato forme di applicazione della magia nella natura.

#### De magia
"Mago" è un termine che si presta a equivoche interpretazioni, ma che per l'autore, come egli stesso chiarisce sin dall'ìncipit dell'opera, significa innanzitutto sapiente: sapienti come per esempio erano i magi dello zoroastrismo o simili depositari della conoscenza presso altre culture del passato. La magia di cui Bruno si occupa non è pertanto quella associata alla superstizione o alla stregoneria, bensì quella che vuole incrementare il sapere e agire conseguentemente.
L'assunto fondamentale da cui il filosofo parte è l'onnipresenza di un'entità unica, che egli chiama indifferentemente "spirito divino, cosmico" o "anima del mondo" o anche "senso interiore", identificabile come quel principio universale che dà vita, movimento e vicissitudine a ogni cosa o aggregato nell'universo. Il mago deve tenere presente che come da Dio, attraverso gradi intermedi, tale spirito si comunica a ogni cosa "animandola", così è altrettanto possibile tendere a Dio dall'essere animato: questa ascensione dal particolare a Dio, dal multiforme all'Uno è una possibile definizione della "magia".
Lo spirito divino, che per la sua unicità e infinità connette ogni cosa a ogni altra, consente parimenti l'azione di un corpo su un altro. Bruno chiama «vincula» i singoli nessi fra le cose: "vincolo", "legatura". La magia altro non è che lo studio di questi legami, di questa infinita trama "multidimensionale" che esiste nell'universo. Nel corso dell'opera Bruno distingue e spiega differenti tipi di legami – legami che possono essere utilizzati positivamente o negativamente, distinguendo così il mago dallo stregone. Esempi di legami sono la fede; i riti; i caratteri; i sigilli; le legature che vengono dai sensi, come la vista o l'udito; quelle che vengono dalla fantasia, eccetera.

### A Francoforte

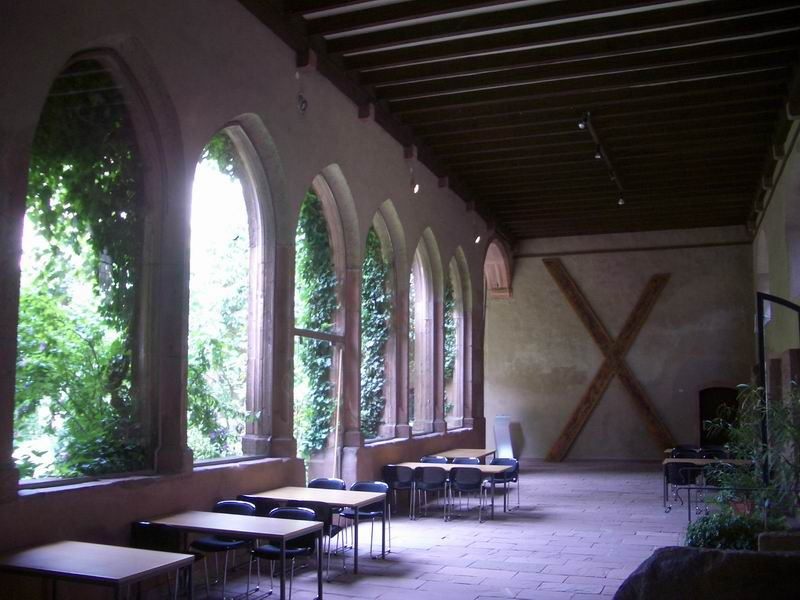
Francoforte: chiostro del convento carmelitano

Alla fine di aprile del 1590 Giordano Bruno lascia Helmstedt e in giugno raggiunge Francoforte in compagnia di Besler, che prosegue verso l'Italia per studiare a Padova. Avrebbe voluto alloggiare dallo stampatore Johann Wechel, come richiese il 2 luglio al Senato di Francoforte ma la richiesta è respinta e allora Bruno andò ad abitare nel locale convento dei Carmelitani i quali, per privilegio concesso da Carlo V nel 1531, non erano soggetti alla giurisdizione secolare.
Nel 1591 vedono la luce tre opere, i cosiddetti poemi francofortesi, culmine della ricerca filosofica di Giordano Bruno: il De triplici minimo et mensura ad trium speculativarum scientiarum et multarum activarum artium principia libri V (in cui vi sono delle immagini simili alla tabula recta di Tritemio); De monade, numero et figura liber consequens quinque; il De innumerabilibus, immenso et infigurabili, seu De universo et mundis libri octo.

#### De minimo
(da De minimo, in Opere latine, a cura di Carlo Monti, UTET)
Nei cinque libri del De minimo si distinguono tre tipi di minimo: il minimo fisico, l'atomo, che è alla base della scienza della fisica; il minimo geometrico, il punto, che è alla base della geometria, e il minimo metafisico, o monade, che è alla base della metafisica. Essere minimo significa essere indivisibile – e dunque Aristotele erra sostenendo la divisibilità all'infinito della materia – perché, se così fosse, non raggiungendo mai la minima quantità di una sostanza, il principio e fondamento di ogni sostanza, non spiegheremmo più la costituzione, mediante aggregazioni di infiniti atomi, di mondi infiniti, in un processo di formazione altrettanto infinito. I composti, infatti, «non rimangono identici neppure per un attimo; ciascuno di essi, per lo scambio vicendevole degli innumerevoli atomi, si muta continuamente e ovunque in tutte le parti».
La materia, come il filosofo aveva già espresso nei dialoghi italiani, è in perenne mutazione, e ciò che dà vita a questo divenire è uno «spirito ordinatore», l'anima del mondo, una nell'universo infinito. Dunque nel divenire eracliteo dell'universo è situato l'essere parmenideo, uno ed eterno: materia e anima sono inscindibili, l'anima non agisce dall'esterno, poiché non c'è un esterno della materia. Ne viene che nell'atomo, la parte più piccola della materia, anch'esso animato dal medesimo spirito, il minimo e il massimo coincidono: è la coesistenza dei contrari: minimo-massimo; atomo-Dio; finito-infinito.
Contrariamente agli atomisti, quali ad esempio Democrito e Leucippo, Bruno non ammette l'esistenza del vuoto: il cosiddetto vuoto non è che un vocabolo col quale si designa il mezzo che circonda i corpi naturali. Gli atomi hanno un "termine" in questo mezzo, nel senso che essi né si toccano né sono separati. Bruno inoltre distingue fra minimi assoluti e minimi relativi, e così il minimo di un cerchio è un cerchio; il minimo di un quadrato è un quadrato, eccetera.
I matematici dunque errano nella loro astrazione, considerando la divisibilità all'infinito degli enti geometrici. Quella che Bruno espone è, usando con terminologia moderna, una discretizzazione non solo della materia, ma anche della geometria, una geometria discreta. Ciò è necessario onde rispettare l'aderenza alla realtà fisica della descrizione geometrica, indagine in ultima analisi non separabile da quella metafisica.

#### De monade
Nel De monade Bruno si richiama alle tradizioni pitagoriche attaccando la teoria aristotelica del motore immobile, principio di ogni movimento: le cose si trasformano per la presenza di principi interni, numerici e geometrici.

#### De immenso
Negli otto libri del De immenso il filosofo riprende la propria teoria cosmologica, appoggiando la teoria eliocentrica copernicana ma rifiutando l'esistenza delle sfere cristalline e degli epicicli, ribadendo la concezione dell'infinità e molteplicità dei mondi. Critica l'aristotelismo, negando qualunque differenza tra la materia terrestre e celeste, la circolarità del moto planetario e l'esistenza dell'etere.

### In Svizzera e di nuovo a Francoforte

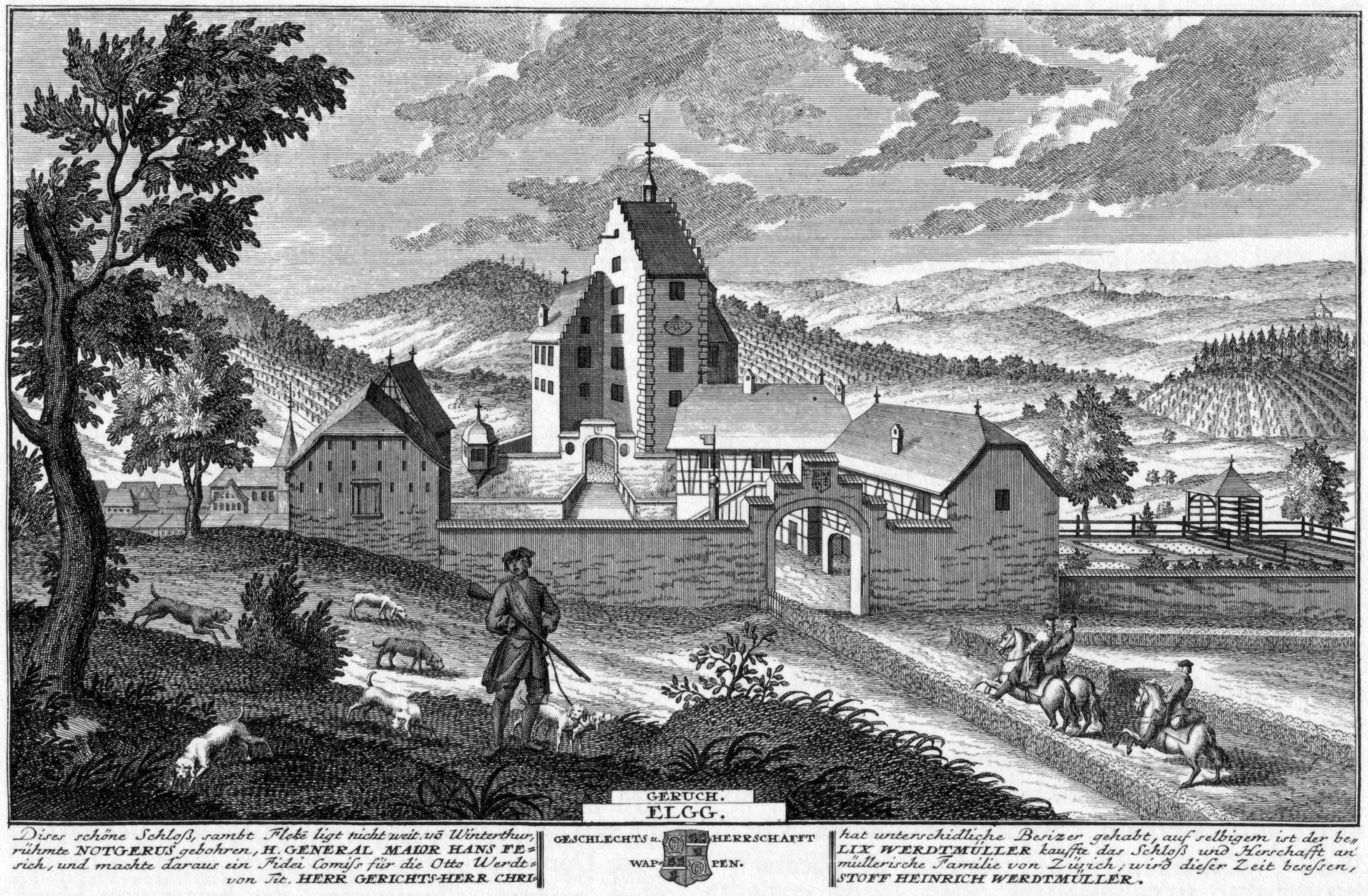
Il castello di Elgg in una stampa del 1742. Il castello, situato presso Elgg e allora di proprietà di Hans Heinzel von Tägernstein, ospitò Bruno nel suo breve soggiorno nel cantone di Zurigo.

Verso febbraio del 1591 Bruno parte per la Svizzera, accogliendo l'invito del nobile Hans Heinzel von Tägernstein e del teologo Raphael Egli (1559 – 1622), entrambi appassionati di alchimia. Così Bruno, per quattro o cinque mesi, ospite di Heinzel, insegna filosofia presso Zurigo: le sue lezioni, raccolte da Raphael Egli con il titolo di Summa terminorum metaphysicorum, saranno pubblicate da costui a Zurigo nel 1595 e poi, postume, a Marburg nel 1609, insieme con la Praxis descensus seu applicatio entis, rimasta incompiuta.
La Summa terminorum metaphysicorum, ovvero Somma dei termini metafisici, rappresenta un'importante testimonianza dell'attività di Giordano Bruno insegnante. Si tratta di un compendio di 52 termini fra i più frequenti nell'opera di Aristotele che Bruno spiega riassumendo. Nella Praxis descensus (Prassi del descenso) il nolano riprende gli stessi termini (con qualche differenza) questa volta esposti secondo la propria visione. Il testo consente così di confrontare puntualmente le differenze fra Aristotele e Bruno. La Praxis è divisa in tre parti, con gli stessi termini esposti secondo la divisione triadica Dio, intelletto, anima del mondo. Purtroppo l'ultima parte manca del tutto e anche la rimanente non è completamente curata.
Bruno infatti ritorna a Francoforte in luglio, sempre nel 1591, per pubblicarvi ancora il De imaginum, signorum et idearum compositione, dedicato a Hans Heinzel. Ed è questa l'ultima opera la cui pubblicazione fu curata da Bruno stesso. È probabile che il filosofo avesse intenzione di tornare a Zurigo, e ciò spiegherebbe anche perché Raphael Egli abbia atteso fino al 1609 prima di pubblicare quella parte della Praxis che aveva trascritto, ma in ogni caso nella città tedesca gli eventi evolveranno ben diversamente.
Allora come oggi, Francoforte era sede di un'importante fiera del libro, alla quale partecipavano i librai di tutta Europa. Era stato così che due editori, il senese Giambattista Ciotti e il fiammingo Giacomo Brittano, entrambi attivi a Venezia, avevano conosciuto Bruno nel 1590, almeno stando alla successive dichiarazioni di Ciotti stesso al Tribunale dell'Inquisizione di Venezia. Il patrizio veneto Giovanni Francesco Mocenigo, che conosceva Ciotti e aveva comprato nella sua libreria il De minimo del filosofo nolano, affidò al libraio una sua lettera nella quale invitava Giordano Bruno a Venezia affinché gli insegnasse «li secreti della memoria e li altri che egli professa, come si vede in questo suo libro».

### Il ritorno in Italia
Nell'ambito della biografia di Bruno appare quantomeno strano il fatto che egli dopo anni di peregrinazioni in Europa decidesse di tornare in Italia sapendo quanto il rischio di finire sotto le mani dell'inquisizione fosse concreto. La Yates riguardo a ciò sostiene che probabilmente Bruno non si considerava anticattolico ma semmai una sorta di riformatore che sperava di avere concrete possibilità di incidere sulla Chiesa. Oppure il senso di pienezza di sé o della sua "missione" da compiere aveva alterato la reale percezione del pericolo a cui poteva andare incontro. Inoltre, il clima politico, ossia l'ascesa vittoriosa di Enrico di Navarra sulla Lega cattolica sembrava costituire una valida speranza per l'attuazione delle sue idee in ambito cattolico.
Nell'agosto 1591 Bruno è a Venezia. Che egli sia tornato in Italia spinto dall'offerta di Mocenigo non è affatto sicuro, tant'è che passeranno diversi mesi prima che egli accetti l'ospitalità del patrizio. In quel periodo Bruno, quarantatreenne, non era certo un uomo a cui mancavano i mezzi, anzi, egli era considerato «omo universale», pieno di ingegno e ancora nel pieno del suo momento creativo. A Venezia Bruno si trattenne solo pochi giorni per poi recarsi a Padova e incontrare Besler, il suo copista di Helmstedt. Qui tenne per qualche mese lezioni agli studenti tedeschi che frequentavano quella Università e sperò invano di ottenervi la cattedra di matematica, uno dei possibili motivi per cui Bruno tornò in Italia. Compone anche le Praelectiones geometricae, l'Ars deformationum, il De vinculis in genere, pubblicati postumi, e il De sigillis Hermetis et Ptolomaei et aliorum, di attribuzione incerta e andato perduto.
A novembre, con il ritorno di Besler in Germania per motivi familiari, Bruno tornò a Venezia e fu solo verso la fine del marzo 1592 che egli si stabilì in casa del patrizio veneziano, che era interessato alle arti della memoria e alle discipline magiche. Il 21 maggio Bruno informò il Mocenigo di voler tornare a Francoforte per stampare delle sue opere: questi pensò che Bruno cercasse un pretesto per abbandonare le lezioni e il giorno dopo lo fece sequestrare in casa dai suoi servitori. Il giorno successivo, il 23 maggio, Mocenigo presentò all'Inquisizione una denuncia scritta, accusando Bruno di blasfemia, di disprezzare le religioni, di non credere nella Trinità divina e nella transustanziazione, di credere nell'eternità del mondo e nell'esistenza di mondi infiniti, di praticare arti magiche, di credere nella metempsicosi, di negare la verginità di Maria e le punizioni divine.
Quel giorno stesso, la sera del 23 maggio del 1592, Giordano Bruno fu arrestato e tratto nelle carceri dell'Inquisizione di Venezia, in san Domenico a Castello.

### Il processo e la condanna
(Giordano Bruno rivolto ai giudici dell'Inquisizione)

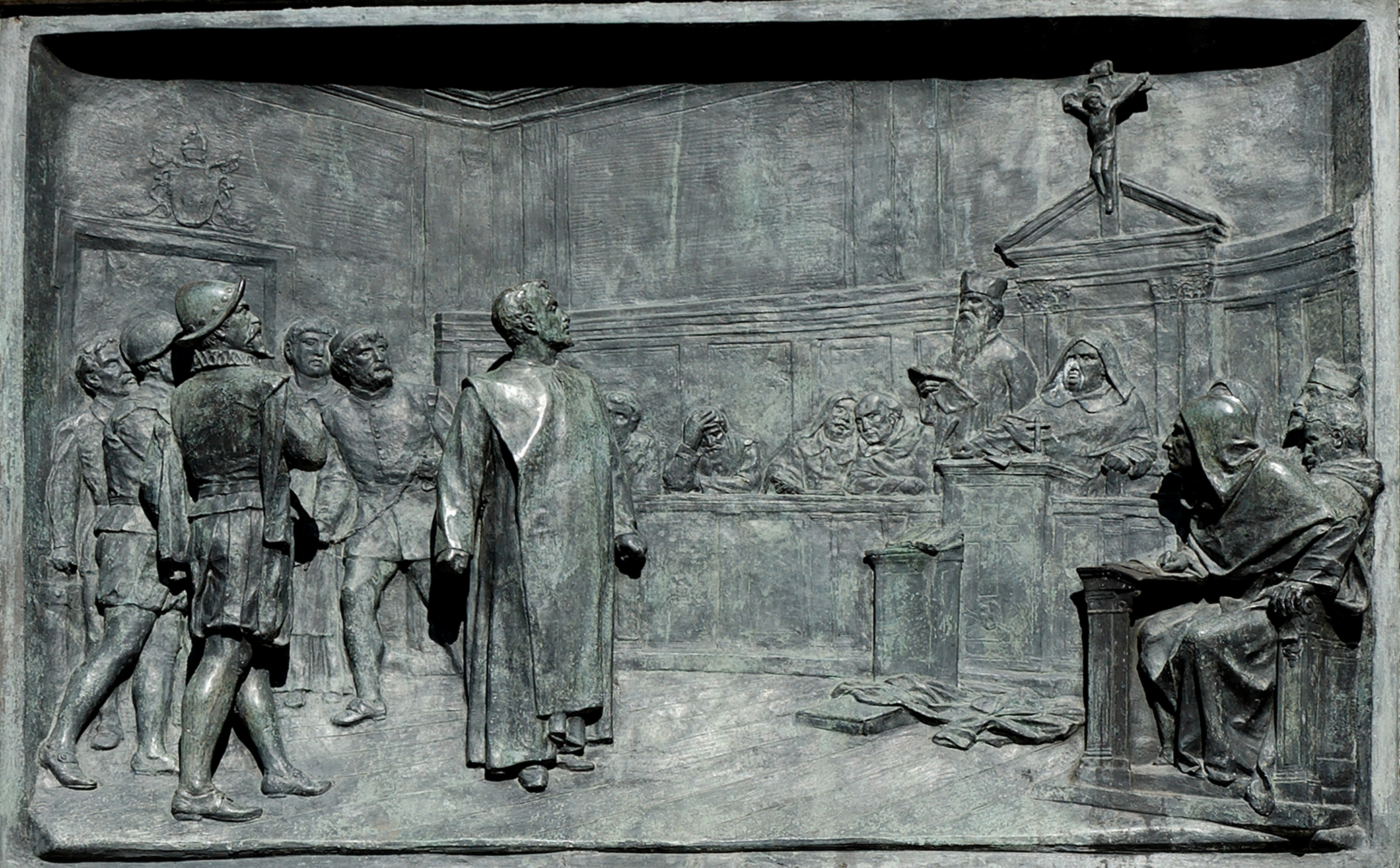
Il processo di Giordano Bruno, bassorilievo del basamento della statua in Campo de' Fiori dello scultore Ettore Ferrari

Naturalmente Bruno sa che la sua vita è in gioco e si difende abilmente dalle accuse dell'Inquisizione veneziana: nega quanto può, tace, e mente anche, su alcuni punti delicati della sua dottrina, confidando che gli inquisitori non possano essere a conoscenza di tutto quanto egli abbia fatto e scritto, e giustifica le differenze fra le concezioni da lui espresse e i dogmi cattolici con il fatto che un filosofo, ragionando secondo «il lume naturale», può giungere a conclusioni discordanti con le materie di fede, senza dover per questo essere considerato un eretico. A ogni buon conto, dopo aver chiesto perdono per gli «errori» commessi, si dichiara disposto a ritrattare quanto si trovi in contrasto con la dottrina della Chiesa.
L'Inquisizione romana chiede però la sua estradizione, che viene concessa, dopo qualche esitazione, dal Senato veneziano. Il 27 febbraio 1593 Bruno è rinchiuso nelle carceri romane del Palazzo del Sant'Uffizio. Nuovi testi, per quanto poco affidabili, essendo tutti imputati di vari reati dalla stessa Inquisizione, confermano le accuse e ne aggiungono di nuove.
Giordano Bruno fu forse torturato alla fine di marzo 1597, secondo la decisione della Congregazione presa il 24 marzo, stando all'ipotesi avanzata da Luigi Firpo e Michele Ciliberto, una circostanza negata invece dallo storico Andrea Del Col. Giordano Bruno non rinnegò i fondamenti della sua filosofia: ribadì l'infinità dell'universo, la molteplicità dei mondi, il moto della Terra e la non generazione delle sostanze - «queste non possono essere altro che quel che sono state, né saranno altro che quel che sono, né alla loro grandezza o sostanza s'aggionge mai, o mancarà ponto alcuno, e solamente accade separatione, e congiuntione, o compositione, o divisione, o translatione da questo luogo a quell'altro». A questo proposito spiega che «il modo e la causa del moto della terra e della immobilità del firmamento sono da me prodotte con le sue raggioni et autorità e non pregiudicano all'autorità della divina scrittura». All'obiezione dell'inquisitore, che gli contesta che nella Bibbia è scritto che la «Terra stat in aeternum» e il Sole nasce e tramonta, risponde che vediamo il Sole «nascere e tramontare perché la Terra se gira circa il proprio centro»; alla contestazione che la sua posizione contrasta con «l'autorità dei Santi Padri», risponde che quelli «sono meno de' filosofi prattichi e meno attenti alle cose della natura».
Il filosofo sostiene che la Terra è dotata di un'anima, che le stelle hanno natura angelica, che l'anima non è forma del corpo, e come unica concessione, è disposto ad ammettere l'immortalità dell'anima umana.

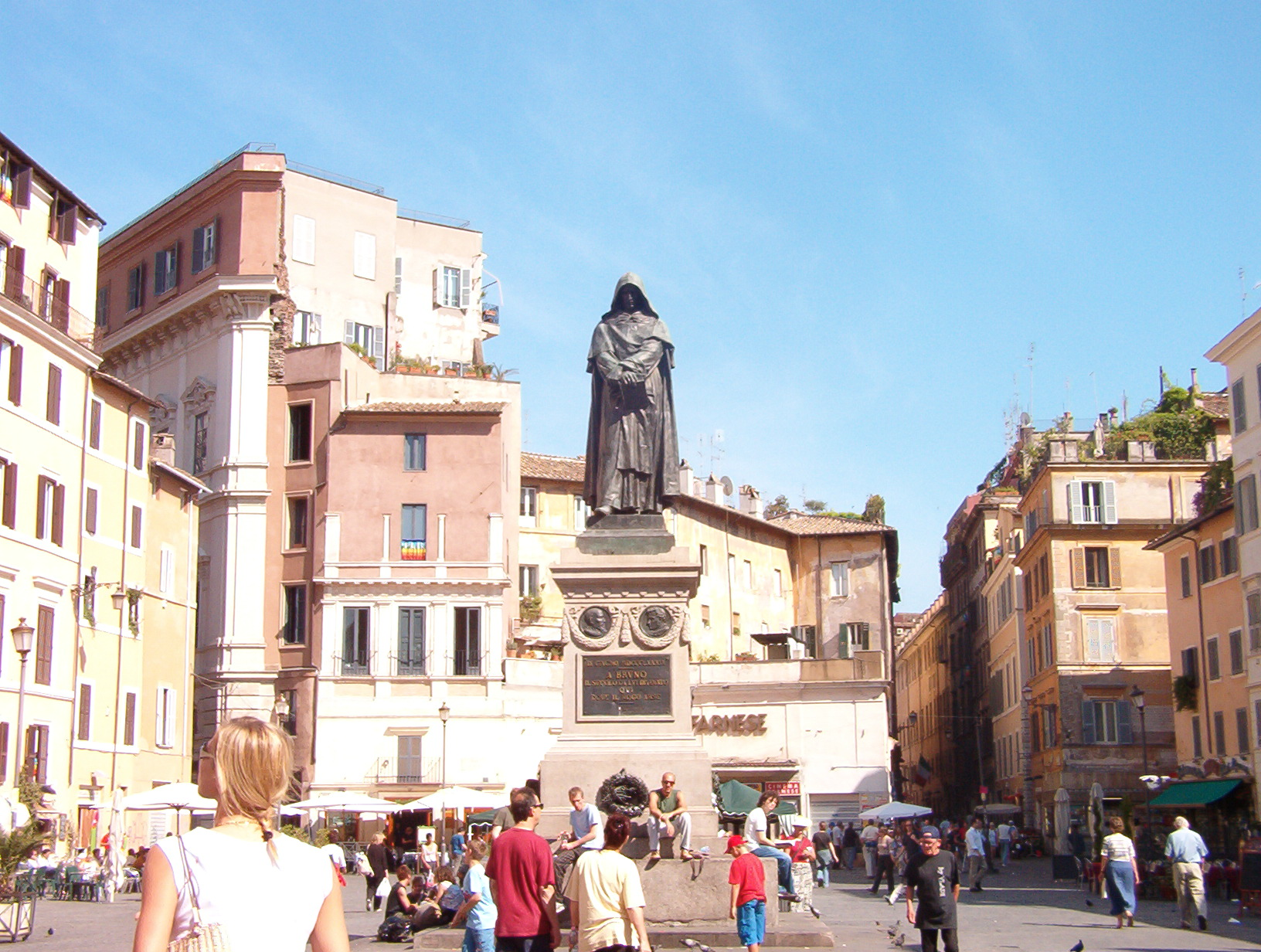
Roma, Piazza di Campo de' Fiori

Il 12 gennaio 1599 è invitato ad abiurare otto proposizioni eretiche, nelle quali si comprendevano la sua negazione della creazione divina, dell'immortalità dell'anima, la sua concezione dell'infinità dell'universo e del movimento della Terra, dotata anche di anima, e di concepire gli astri come angeli. La sua disponibilità ad abiurare, a condizione che le proposizioni siano riconosciute eretiche non da sempre, ma solo ex nunc, è respinta dalla Congregazione dei cardinali inquisitori, tra i quali il Bellarmino. Una successiva applicazione della tortura, proposta dai consultori della Congregazione il 9 settembre 1599, fu invece respinta da papa Clemente VIII. Nell'interrogatorio del 10 settembre Bruno si dice ancora pronto all'abiura, ma il 16 cambia idea e infine, dopo che il Tribunale ha ricevuto una denuncia anonima che accusa Bruno di aver avuto fama di ateo in Inghilterra e di aver scritto il suo Spaccio della bestia trionfante direttamente contro il papa, il 21 dicembre rifiuta recisamente ogni abiura, non avendo, dichiara, nulla di cui doversi pentire.
L'8 febbraio 1600, al cospetto dei cardinali inquisitori e dei consultori Benedetto Mandina, Francesco Pietrasanta e Pietro Millini, è costretto ad ascoltare in ginocchio la sentenza che lo scaccia dal foro ecclesiastico e lo consegna al braccio secolare. Giordano Bruno, terminata la lettura della sentenza, secondo la testimonianza di Caspar Schoppe,  si alza e ai giudici indirizza la storica frase: «Maiori forsan cum timore sententiam in me fertis quam ego accipiam» («Forse tremate più voi nel pronunciare contro di me questa sentenza che io nell'ascoltarla»). Dopo aver rifiutato i conforti religiosi e il crocefisso, il 17 febbraio, con la lingua in giova – serrata da una mordacchia perché non potesse parlare – viene condotto in piazza Campo de' Fiori, denudato, legato a un palo e arso vivo. Le sue ceneri saranno gettate nel Tevere.

## Pensiero
Il Dio di Giordano Bruno è da un lato trascendente, in quanto supera ineffabilmente la natura, ma nello stesso tempo è immanente, in quanto anima del mondo: in questo senso, Dio e Natura sono un'unica realtà da amare alla follia, in un'inscindibile unità panenteistica di pensiero e materia, in cui dall'infinità di Dio si evince l'infinità del cosmo, e quindi la pluralità dei mondi, l'unità della sostanza, l'etica degli "eroici furori". Questi ipostatizza un Dio-Natura sotto le spoglie dell'Infinito, essendo l'infinitezza la caratteristica fondamentale del divino. Egli fa dire nel dialogo De l'infinito, universo e mondi a Filoteo:
(Giordano Bruno, De l'infinito, universo e mondi)
Per queste argomentazioni e per le sue convinzioni sulla Sacra Scrittura, sulla Trinità e sul Cristianesimo, Giordano Bruno, già scomunicato, fu incarcerato, giudicato eretico e quindi condannato al rogo dall'Inquisizione della Chiesa cattolica. Fu arso vivo a piazza Campo de' Fiori il 17 febbraio 1600, durante il pontificato di Clemente VIII.
Ma la sua filosofia sopravvisse alla sua morte, portò all'abbattimento delle barriere tolemaiche, rivelò un universo molteplice e non centralizzato e aprì la strada alla Rivoluzione scientifica: per il suo pensiero Bruno è quindi ritenuto un precursore di alcune idee della cosmologia moderna, come il multiverso; per la sua morte, è considerato un martire del libero pensiero.

### Giordano Bruno e la Chiesa
A distanza di 400 anni, il 18 febbraio 2000 il papa Giovanni Paolo II, tramite una lettera del segretario di Stato Vaticano Angelo Sodano inviata a un convegno che si svolse a Napoli, espresse profondo rammarico per la morte atroce di Giordano Bruno, pur non riabilitandone la dottrina: anche se la morte di Giordano Bruno "costituisce oggi per la Chiesa un motivo di profondo rammarico", tuttavia "questo triste episodio della storia cristiana moderna" non consente la riabilitazione dell'opera del filosofo nolano arso vivo come eretico, perché "il cammino del suo pensiero lo condusse a scelte intellettuali che progressivamente si rivelarono, su alcuni punti decisivi, incompatibili con la dottrina cristiana". D'altronde anche nel saggio della Yates viene ribadito più volte la completa adesione di Bruno alla "religione degli egizi" scaturita dal suo sapere ermetico nonché afferma che "la religione egiziana ermetica è l'unica religione vera".

### La ricezione della filosofia di Bruno

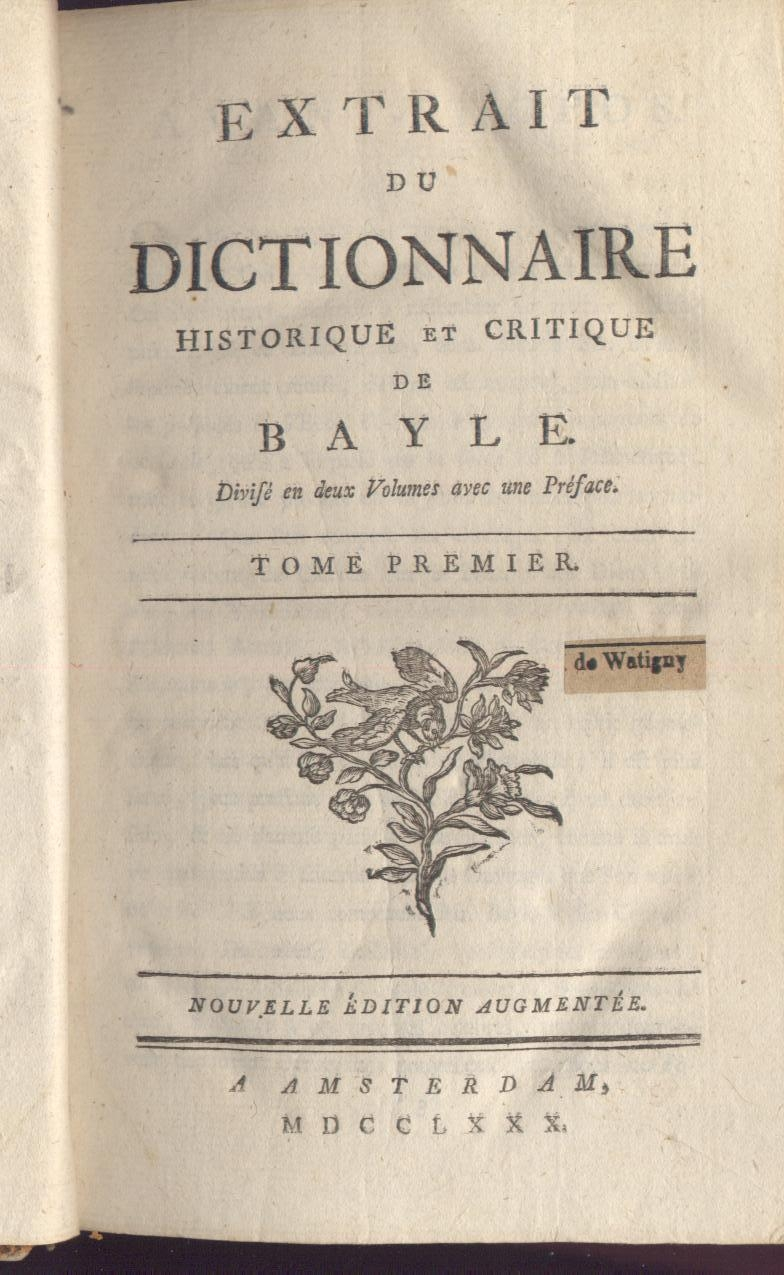
Il Dizionario di Pierre Bayle

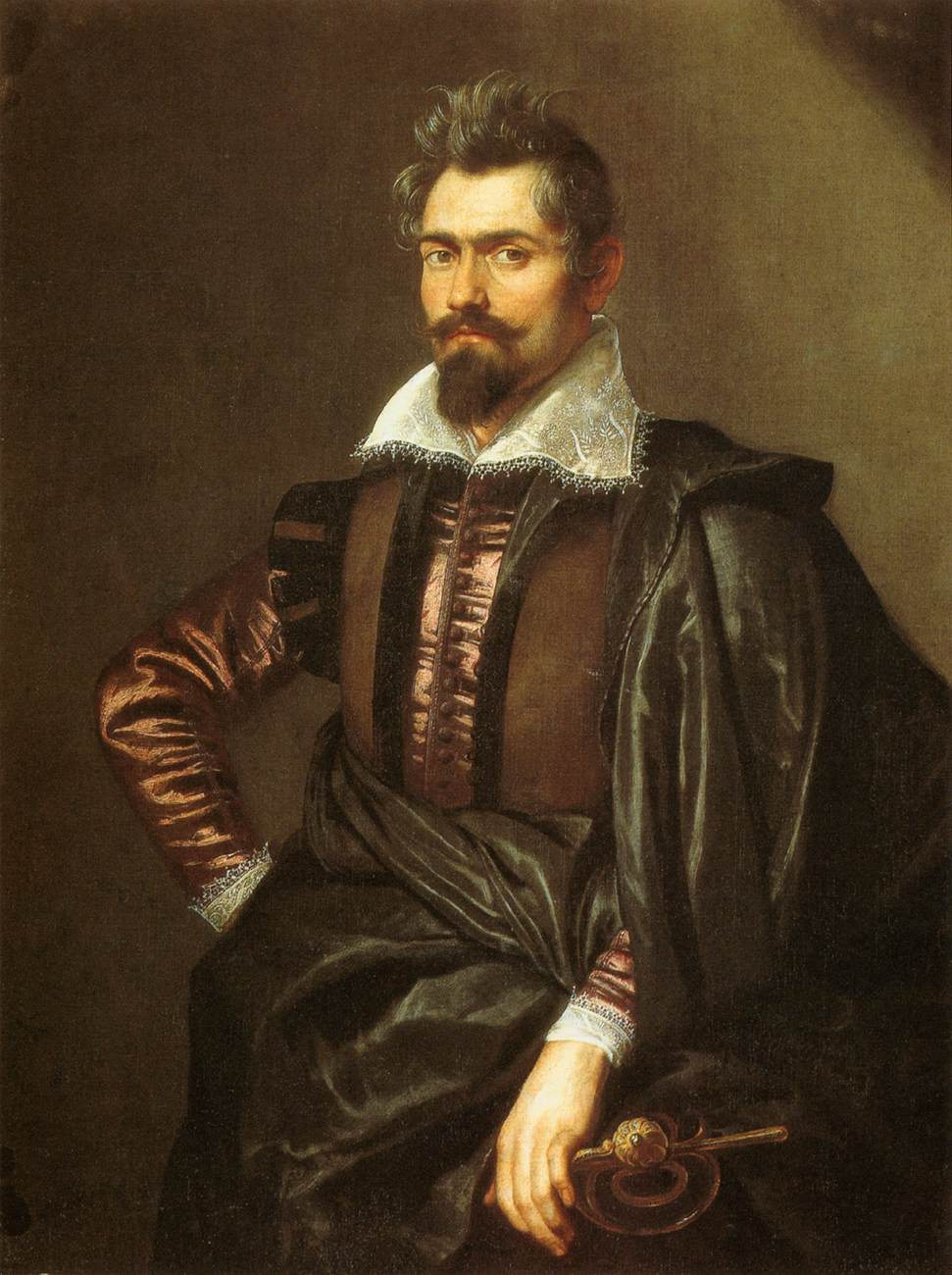
Ritratto di Caspar Schoppe, opera di Peter Paul Rubens

Malgrado la messa all'Indice dei libri di Giordano Bruno decretata il 7 agosto 1603, questi continuarono a essere presenti nelle biblioteche europee, anche se rimasero equivoci e incomprensioni sulle posizioni del filosofo nolano, così come volute mistificazioni sulla sua figura. Già il cattolico Kaspar Schoppe, ex luterano che assistette alla pronuncia della sentenza e al rogo di Bruno, pur non condividendo «l'opinione volgare secondo la quale codesto Bruno fu bruciato perché luterano» finisce con l'affermare che «Lutero ha insegnato non solo le stesse cose di Bruno, ma altre ancora più assurde e terribili», mentre il frate minimo Marin Mersenne individuò, nel 1624, nella cosmologia bruniana la negazione della libertà di Dio, oltre che del libero arbitrio umano.
Mentre gli astronomi Tycho Brahe e Keplero criticarono l'ipotesi dell'infinità dell'universo, non presa in considerazione nemmeno da Galileo, il libertino Gabriel Naudé, nella sua Apologie pour tous les grands personnages qui ont testé faussement soupçonnez de magie, del 1653, esaltò in Bruno il libero ricercatore delle leggi della natura.
Pierre Bayle, nel suo Dizionario del 1697, arrivò a dubitare della morte per rogo di Bruno e vide in lui il precursore di Spinoza e di tutti i moderni panteisti, un monista ateo per il quale unica realtà è la natura. Gli rispose il teologo deista John Toland, che conosceva lo Spaccio della bestia trionfante e lodava in Bruno la serietà scientifica e il coraggio dimostrato nell'aver eliminato dalla speculazione filosofica ogni riferimento alle religioni positive; segnala lo Spaccio a Leibniz - che tuttavia considera Bruno un mediocre filosofo - e al de La Croze, convinto dell'ateismo di Bruno. Con quest'ultimo concorda il Budde, mentre Christoph August Heumann ritorna erroneamente a ipotizzare un protestantesimo di Bruno.
Con l'Illuminismo, l'interesse e la notorietà di Bruno aumenta: il matematico tedesco Johann Friedrich Weidler conosce il De immenso e lo Spaccio, mentre Jean Sylvain Bailly lo definisce «ardito e inquieto, amante delle novità e schernitore delle tradizioni», ma gli rimprovera la sua irreligiosità. In Italia Giordano Bruno è molto apprezzato da Matteo Barbieri, autore di una Storia dei matematici e filosofi del Regno di Napoli, dove afferma che Bruno «scrisse molte cose sublimi nella Metafisica, e molte vere nella Fisica e nell'Astronomia» e ne fa un precursore della teoria dell'armonia prestabilita di Leibniz e di tanta parte delle teorie di Cartesio: «Il sistema dei vortici di Cartesio, o quei globuli giranti intorno i loro centri nell'aere, e tutto il sistema fisico è di Bruno. Il principio di dubitazione saviamente da Cartesio introdotto nella filosofia a Bruno si deve, e molte altre cose nella filosofia di Cartesio sono di Bruno».
Questa tesi è negata dall'abate Niceron, per il quale il razionalista Cartesio nulla può aver preso dal Bruno: questi, irreligioso e ateo come Spinoza, che ha identificato Dio con la natura, è rimasto legato alla filosofia del Rinascimento credendo ancora nella magia e, per quanto ingegnoso, è spesso contorto e oscuro. Johann Jacob Brucker concorda con l'incompatibilità di Cartesio con Bruno, che egli considera un filosofo molto complesso, posto tra il monismo spinoziano e il neopitagorismo, la cui concezione dell'universo consisterebbe nella sua creazione per emanazione da un'unica fonte infinita, dalla quale la natura creata non cesserebbe di dipendere.
Fu Diderot a scrivere per l'Enciclopedia la voce su Bruno, da lui considerato precursore di Leibniz - nell'armonia prestabilita, nella teoria della monade, nella ragione sufficiente - e di Spinoza, il quale, come Bruno, concepisce Dio come essenza infinita nella quale libertà e necessità coincidono: rispetto a Bruno «pochi sarebbero i filosofi paragonabili, se l'impeto della sua immaginazione gli avesse permesso di ordinare le proprie idee, unendole in un ordine sistematico, ma egli era nato poeta». Per Diderot, Bruno, che si è sbarazzato della vecchia filosofia aristotelica, è con Leibniz e Spinoza il fondatore della filosofia moderna.

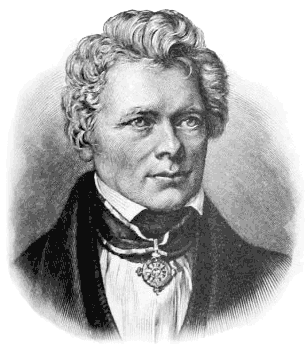
Friedrich Wilhelm Schelling

Nel 1789 Jacobi pubblica per la prima volta ampi estratti in tedesco del De la causa, principio et uno di «questo oscuro scrittore», che aveva però saputo dare un «disegno netto e bello del panteismo». Lo spiritualista Jacobi non condivide certo il panteismo ateo di Bruno e Spinoza, di cui ritiene inevitabili le contraddizioni, ma non manca di riconoscerne la grande importanza nella storia della filosofia moderna. Da Jacobi, nel 1802, Schelling trae spunto per il suo dialogo su Bruno, al quale riconosce di aver colto quello che per lui è il fondamento della filosofia: l'unità del Tutto, l'Assoluto, nel quale successivamente si conoscono le singole cose finite. Hegel conosce Bruno di seconda mano e nelle sue Lezioni presenta la sua filosofia come l'attività dello spirito che assume «disordinatamente» tutte le forme, realizzandosi nella natura infinita: «È un gran punto, per cominciare, quello di pensare l'unità; l'altro punto fu cercare di comprendere l'universo nel suo svolgimento, nel sistema delle sue determinazioni, mostrando come l'esteriorità sia segno delle idee».
In Italia, è l'hegeliano Bertrando Spaventa a vedere nel Bruno il precursore di Spinoza, anche se il filosofo nolano oscilla nello stabilire un chiaro rapporto fra la natura e Dio, che appare ora identificarsi con la natura e ora mantenersi come principio sovramondano, osservazioni riprese da Francesco Fiorentino, mentre il suo allievo Felice Tocco mostra come Bruno, pur dissolvendo Dio nella natura, non abbia rinunciato a una valutazione positiva della religione, concepita come utile educatrice dei popoli.
Nel primo decennio del Novecento si completa in Italia l'edizione di tutte le opere e si accelerano gli studi biografici su Giordano Bruno, con particolare riguardo al processo. Per Giovanni Gentile Bruno, oltre a essere un martire della libertà di pensiero, ha avuto il grande merito di dare un'impronta strettamente razionale, e dunque moderna, alla sua filosofia, trascurando misticismi medievaleggianti e suggestioni magiche. Opinione, quest'ultima, discutibile, come recentemente ha inteso mettere in luce la studiosa inglese Frances Yates, presentando Bruno nelle vesti di un autentico ermetico.

Mentre Nicola Badaloni ha rilevato come l'ostracismo decretato contro il Bruno abbia contribuito a emarginare l'Italia dalle innovative correnti della grande filosofia del Seicento europeo, fra i maggiori e più assidui contributi nella definizione della filosofia bruniana si contano attualmente quelli portati dagli studiosi Giovanni Aquilecchia e Michele Ciliberto.

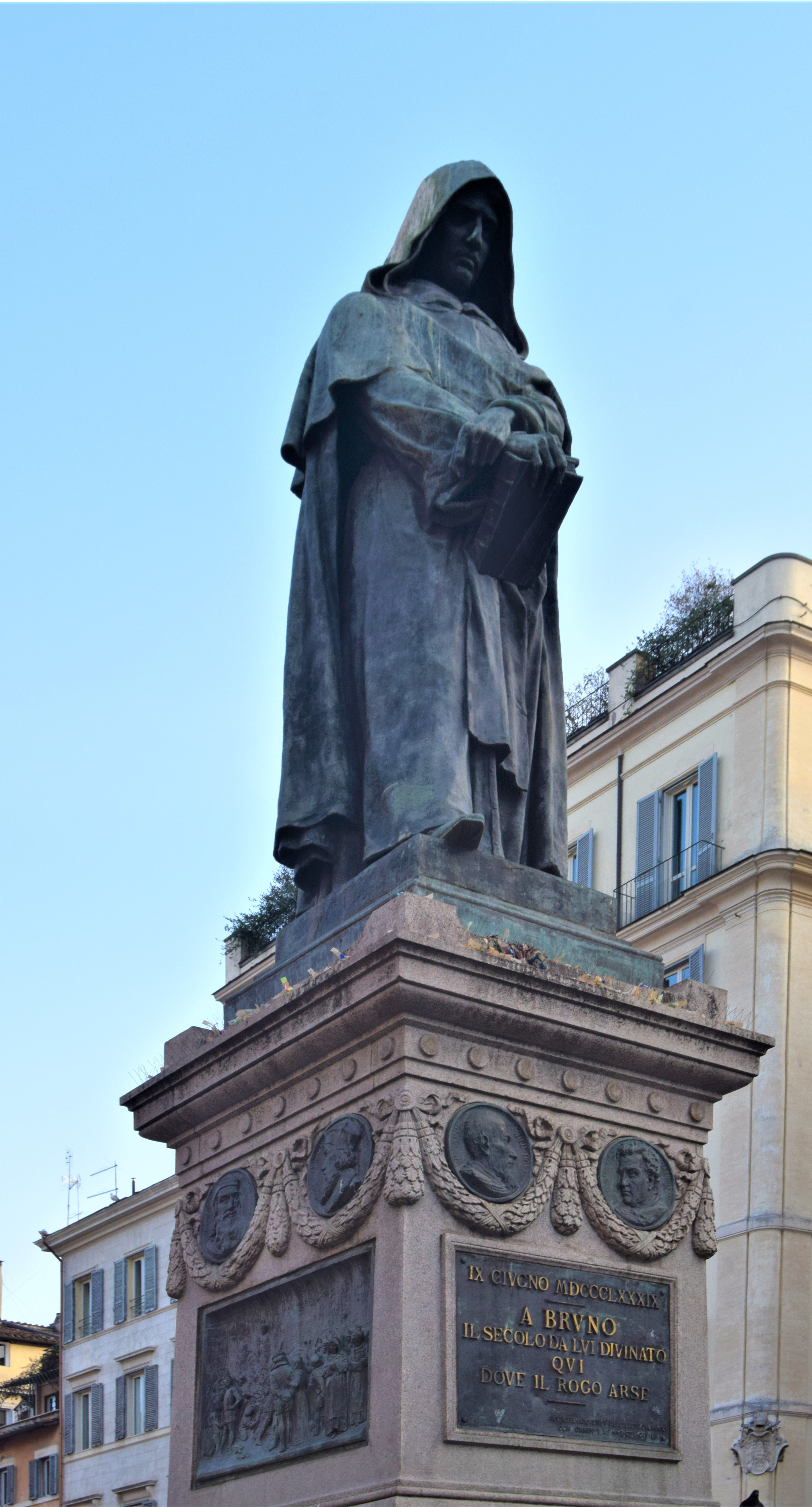
Il monumento a Giordano Bruno nella piazza romana di Campo de' Fiori, opera bronzea dello scultore Ettore Ferrari (1889)

## Intitolazioni

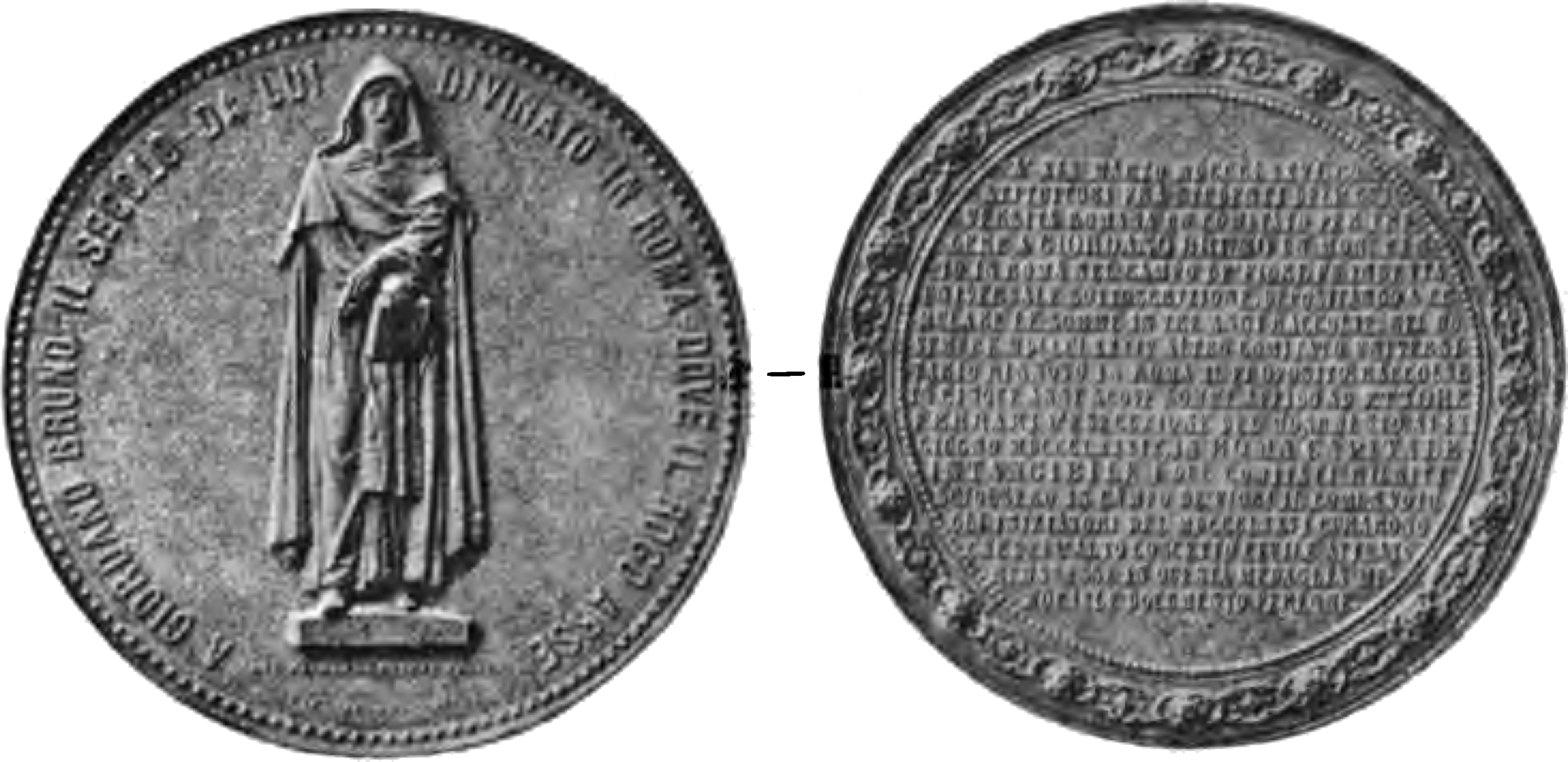
Medaglia con monumento a Giordano Bruno in Campo de' Fiori a Roma, anno 1890, incisione di Luigi Broggi. La medaglia, di 60 mm, fu coniata in 205 esemplari e donata a personaggi illustri e comitati vari. Insieme a questa fu coniata un'altra medaglia di 64 mm in bronzo, abbastanza simile, a scopo commerciale

- Gli sono stati dedicati il cratere lunare Giordano Bruno e due asteroidi della fascia principale, 5148 Giordano e 13223 Cenaceneri.
- Il letterato Mario Rapisardi gli dedicò un'epigrafe:

- Numerose scuole sono state intitolate a Bruno in tutta Italia, in particolare licei classici o scientifici: ad esempio ad Arzano, Albenga, Roma, Torino, Perugia, Mestre, Budrio e Melzo, mentre a Maddaloni gli sono stati intitolati il Convitto nazionale e il liceo classico cittadino.
- In Italia sono numerosi i monumenti intitolati a Giordano Bruno, sono presenti: un monumento in piazza Giordano Bruno a Nola, sua città natale, un busto a Montella, un bassorilievo a Monsampolo del Tronto e un'epigrafe a Teora. Un’altra epigrafe è posizionata a Palazzo Fieschi a Sestri Ponente. A Roma, in Campo de' Fiori, a commemorazione del rogo, sorge il più importante monumento a Giordano Bruno, opera dello scultore Ettore Ferrari.
- L'obbedienza massonica del Grande Oriente d’Italia ha istituito, da molti anni, la cosiddetta Onorificenza Giordano Bruno emessa al merito muratorio, ripartita in due classi (una medaglia in bronzo e una in oro) che rappresenta il più alto conferimento massonico italiano.

## Influenza culturale

### Letteratura
Frances Yates si chiese, nel testo Giordano Bruno e la tradizione ermetica, quanto la figura e il ruolo del mago che Shakespeare presenta con Prospero, ne La tempesta, fosse influenzata dalla formulazione del ruolo del mago attuata da Giordano Bruno. Sempre in Shakespeare, è ormai dai più accettata l'identificazione del personaggio di Berowne in Pene d'amor perdute con il filosofo italiano.
Un riferimento molto più esplicito si trova in The Tragical History of Doctor Faustus, del drammaturgo inglese Christopher Marlowe (1564 – 1593): il personaggio Bruno, l'antipapa, riassume molte caratteristiche della vicenda del filosofo:
(Christopher Marlowe, La triste storia del dottor Faust; citato in Jean Rocchi, Giordano Bruno davanti all'inquisizione, Stampa Alternativa)
La stessa vicenda del Faust marlowiano richiama alla mente la figura del "furioso" bruniano in De gli eroici furori.

#### Poesia
A Giordano Bruno è dedicata anche una poesia di Trilussa.

### Cinema

Una scena dal film Giordano Bruno di Giuliano Montaldo (1973), interpretato da Gian Maria Volonté

- Il filosofo è protagonista nel film di Giuliano Montaldo Giordano Bruno (1973) nel quale è stato interpretato da Gian Maria Volonté.
- Giordano Bruno compare anche nel film Galileo (1968) di Liliana Cavani, interpretato da Georgi Kalojančev.
- Negli anni novanta Rai Uno produce un film documentario curato da Gabriele La Porta su Giordano Bruno; il filosofo è interpretato dall'attore Ugo De Vita.
- Nel film Caravaggio con Alessio Boni c'è una scena in cui è mostrato il rogo di Giordano Bruno. Contrariamente alle fonti che parlano di Bruno con "la lingua in giova" (cioè con una mordacchia alla bocca, per impedirgli di parlare), il filosofo appare legato al palo mentre poco prima delle fiamme incita la gente a non lasciarsi irretire dai falsi maestri.
- La commedia Candelaio di Giordano Bruno è al centro della fiction Il tredicesimo apostolo - Il prescelto trasmessa dal 2012 su Canale 5.
- Nel film L'ombra di Caravaggio (2022) Giordano Bruno, interpretato da Gianfranco Gallo, confinato in un gabbia dalla quale uscirà per il rogo, intrattiene tra le sbarre un dialogo con Caravaggio, recluso nella stessa prigione.

### Musica
- Nel 2011 il rapper Caparezza ha dedicato a lui una mini-storia nel brano "Sono il tuo sogno eretico", presente in Il sogno eretico:

(Caparezza, Sono il tuo sogno eretico, 2011)
- La metal band californiana Avenged Sevenfold ha dedicato a Giordano Bruno il brano intitolato Roman Sky presente nel nuovo album The Stage uscito il 28 ottobre 2016. L'album tratta infatti temi quali l'intelligenza artificiale e l'universo.
- Nel 2014 il compositore italiano Francesco Filidei ha scritto un'opera, su libretto di Stefano Busellato, intitolata Giordano Bruno. La prima assoluta si è svolta il 12 settembre 2015 alla Casa da Música di Porto in Portogallo.
- L'artista napoletano Clementino intitola una traccia col nome del noto filosofo e suo compaesano, così nasce il pezzo chiamato Giordano Bruno (2015), presente nella versione deluxe dell'album Miracolo!
- Sono dedicati al filosofo anche il brano Anima Mundi di Massimiliano Larocca e l'album Numen Lumen del gruppo neofolk Hautville, che ha nelle liriche brani di Giordano Bruno.
- È dedicata al filosofo anche la canzone Pleiades del gruppo Progressive metal statunitense King's X, che nel testo dice

## Opere
- (LA)  De compendiosa architectura et complemento artis Lullii, Parigi 1582
- (LA)  De umbris idearum, Ars memoriae, Parigi 1582
- (LA)  Cantus Circaeus, Parigi 1582
- Candelaio, Parigi 1582
- (LA)  Ars reminiscendi, Triginta sigilli, Triginta sigillorum explicatio, Sigillus sigillorum, Inghilterra 1583
- Cena de le Ceneri, Londra 1584
- De la causa, principio et uno, Londra 1584
- De l'infinito, universo e mondi, Londra 1584
- Spaccio della bestia trionfante, Londra 1584
- Cabala del cavallo pegaseo, Londra 1585
- De gli eroici furori, Londra, 1585
- (LA)  Centum et viginti articuli de natura et mundo adversus peripateticos, Parigi 1586
- (LA)  Figuratio Aristotelici physici auditus, Parigi 1586
- (LA)  Dialogi duo de Fabricii Mordentis Salernitani prope divina adinventione, Parigi 1586
- (LA)  Idiota triumphans - De somnii interpretatione, Parigi 1586
- (LA)  Mordentius - De Mordentii circino, Parigi 1586
- (LA)  Animadversiones circa lampadem lullianam, (1587), Augsburg 1891
- (LA)  Lampas triginta statuarum (1587), Napoli 1891
- (LA)  Artificium perorandi (1587), Francoforte 1612
- (LA)  De lampade combinatoria lulliana, Wittenberg 1587
- (LA)  De progressu et lampade venatoria logicorum, Wittenberg 1588
- (LA)  Libri physicorum Aristotelis explanati (1588), Napoli 1891
- (LA)  Camoeracensis Acrotismus seu rationes articulorum physicorum adversus peripateticos, Wittenberg 1588
- (LA)  Oratio valedictoria, Wittenberg 1588
- (LA)  De specierum scrutinio et lampade combinatoria Raymundi Lullii, Praga 1588
- (LA)  Articuli centum et sexaginta adversus huius tempestatis mathematicos atque philosophos, Praga 1588
- (LA)  Oratio consolatoria, Helmstedt 1589
- (LA)  De magia (1590), Firenze 1891
- (LA)  De magia mathematica (1590), Firenze 1891
- (LA)  De rerum principiis et elementis et causis (1590), Firenze 1891
- (LA)  Medicina lulliana (1590), Firenze 1891
- (LA)  Theses de magia (1590), Firenze 1891
- (LA)  De innumerabilibus, immenso et infigurabili, Francoforte 1591
- (LA)  De triplici minimo et mensura, Francoforte 1591
- (LA)  De monade, numero et figura, Francoforte 1591
- (LA)  De imaginum, signorum et idearum compositione, Francoforte 1591
- (LA)  De vinculis in genere (1591), Firenze 1891
- (LA)  Summa terminorum metaphysicorum (1591), Zurigo 1595
- (LA)  Summa terminorum metaphysicorum. Accessit eiusdem Praxis descensus seu applicatio entis (1591), Marburg 1609

### Opere italiane (edizione critica)
- Dialoghi italiani, 2 voll., nuovamente ristampati con note da Giovanni Gentile, terza edizione a cura di Giovanni Aquilecchia, Firenze, Sansoni 1985
- Dialoghi filosofici italiani, a cura e con saggio introduttivo di Michele Ciliberto, Mondadori, Milano 2000
- Opere italiane, 2 voll., testi critici di Giovanni Aquilecchia, coordinamento generale di Nuccio Ordine, UTET, Torino 2002
- Opere italiane (versione in lingua moderna). Candelaio, Cena delle Ceneri, La Causa, il Principio e l'Uno, L'infinito universo e i mondi, a cura di Guido del Giudice e Gianmario Ricchezza, 4 voll. Di Renzo Editore, Roma, 2022-25.
- Opere. Candelaio, Canto Circeo, Cena delle ceneri, Spaccio della bestia trionfante, Heroici furori, Cabala del cavallo pegaseo, L'asino cillenico, a cura di Marzio Pieri, 2 voll., La Finestra editrice, Lavis 2011 ISBN 978-8895925-34-9

### Opere latine in traduzione italiana (edizione critica)
- Giordano Bruno, Opere latine, introduzione di Carlo Monti, Torino, UTET, (1980) 2013.
- Opere magiche, edizione diretta da Michele Ciliberto, a cura di Simonetta Bassi, Elisabetta Scapparone, Nicoletta Tirinnanzi, Adelphi, Milano 2000
- Corpus iconographicum. Le incisioni nelle opere a stampa, a cura di Mino Gabriele, Adelphi, Milano 2001
- Opere mnemotecniche, tomo I, edizione diretta da Michele Ciliberto, a cura di Marco Matteoli, Rita Sturlese, Nicoletta Tirinnanzi, Adelphi, Milano 2004
- Due Orazioni. Oratio Valedictoria - Oratio Consolatoria, a cura di Guido del Giudice, Di Renzo Editore, Roma 2007
- Centoventi articoli sulla natura e sull'universo contro i Peripatetici, traduzione di Carlo Monti, a cura di Eugenio Canone, Fabrizio Serra Editore, Pisa-Roma 2007
- La disputa di Cambrai. Camoeracensis Acrotismus, a cura di Guido del Giudice, Di Renzo Editore, Roma, 2008
- Il dio dei Geometri - quattro dialoghi, a cura di Guido del Giudice, Di Renzo Editore, Roma, 2009
- Opere mnemotecniche, tomo II, edizione diretta da Michele Ciliberto, a cura di Marco Matteoli, Rita Sturlese, Nicoletta Tirinnanzi, Adelphi, Milano 2009
- Acrotismo cameracense. Le spiegazioni degli articoli di fisica contro i peripatetici, traduzione e commento di Barbara Amato, Fabrizio Serra Editore, Pisa-Roma 2009
- Somma dei termini metafisici, a cura di Guido del Giudice, Di Renzo Editore, Roma, 2010
- Opere lulliane, edizione diretta da Michele Ciliberto, a cura di Marco Matteoli, Rita Sturlese, Nicoletta Tirinnanzi, Adelphi, Milano 2012

### Opere italiane (altre edizioni)
- Candelaio, Einaudi, Torino 1981
- La Cabala del Cavallo pegaseo con l'aggiunta dell'Asino Cillenico, ovvero, Eresia o cristianesimo ermetico?, a cura di R. Ferragina, IGEI 2004
- Le deposizioni davanti al tribunale dell'inquisizione, con scritti di Giovanni Aquilecchia, Aniello Montano e Bertrando Spaventa; a cura di Antonio Gargano, Napoli, La Città del Sole, 2007, ISBN 978-88-8292-346-4.

### Opere latine in traduzione italiana (altre edizioni)
- Il primo libro della Clavis Magna, ovvero, Il trattato sull'intelligenza artificiale - (contiene il De Imaginum, Signorum et Idearum Compositione), a cura di Claudio D'Antonio, Di Renzo Editore, Roma 1997
- Il secondo libro della Clavis Magna, ovvero, Il Sigillo dei Sigilli - (contiene l'Explicatio XXX Sigillorum, XXX Sigilli, Sigillus Sigillorum), a cura di Claudio D'Antonio, Di Renzo Editore, Roma 2002
- Il terzo libro della Clavis Magna, ovvero, La logica per immagini - (contiene il De Lampade XXX Statuarum), a cura di Claudio D'Antonio, Di Renzo Editore, Roma 2007
- Il quarto libro della Clavis Magna, ovvero, L'arte di inventare con Trenta Statue - (contiene il De Lampade Combinatoria Lulliana, De Compendiosa Architectura et Complemento Artis Lullii, De Specierum Scrutinio, Animadversiones in Lampadem Lullianam, De Progressu et Lampade Venatoria Logicorum), a cura di Claudio D'Antonio, Di Renzo Editore, Roma 2002
- Le ombre delle idee, a cura di Claudio D'Antonio, Di Renzo Editore, Roma 2004
- L'incantesimo di Circe, a cura di Claudio D'Antonio, Di Renzo Editore, Roma 2005
- L'Arte di Comunicare (Artificium Perorandi), a cura di C. D'Antonio, Di Renzo Editore, Roma, 2007

### Antologie
- Scintille d'infinito. Il pensiero del grande filosofo in 300 aforismi, a cura di Guido del Giudice, Di Renzo Editore, Roma, 2020,25.

### Studi
- Marin Mersenne, L'impieté des Deistes et des plus subtils Libertins..., Paris 1624
- Guillaume Naudé, Apologie pour tous les grand personnages..., La Haye 1653
- Pierre Bayle, Dictionnaire historique et critique, Amsterdam 1697
- John Toland, A collection of several pieces of Mr J. Toland, London 1726
- Johann F. Weidler, Historia astronomiae, Vitembergae 1741
- Thesauri epistolici lacroziani, Lipsiae 1742
- Johann J. Brucker, Historia critica philosophiae..., Lipsiae 1766
- Matteo Barbieri, Notizie istoriche dei matematici e filosofi del Regno di Napoli, Napoli 1778
- Francesco Fiorentino, Il panteismo di Giordano Bruno, Napoli 1861
- Felice Tocco, Giordano Bruno, Firenze 1886
- Cesare Teofilato, Cristo e Bruno, in Il Libertario, giornale anarchico, La Spezia 7 mar 1907, (V, 186)
- Cesare Teofilato, Ai liberi lettori, XVII Febbraio MDC, numero unico dedicato a Giordano Bruno, Francavilla Fontana. 17 feb 1910, pag. 2
- Kaspar Schoppe, Lettera a Konrad Rittershausen, in V. Spampanato, Vita di Giordano Bruno, con documenti editi e inediti, Principato, Messina 1921
- Vincenzo Spampanato, Documenti della vita di Giordano Bruno, Olschki, Firenze 1933
- Antonio Gargano, Istituto Italiano per gli Studi Filosofici (a cura di), Le deposizioni davanti al tribunale dell'Inquisizione, da V. Spampanato, Documenti della vita di Giordano Bruno, Firenze 1933, Napoli, La città del sole, 2000.
- Georg W. F. Hegel, Lezioni di storia della filosofia, La Nuova Italia, Firenze 1934
- Nicola Badaloni, La filosofia di Giordano Bruno, Firenze 1955
- Friedrich H. Jacobi, La dottrina di Spinoza. Lettere al signor Moses Mendelssohn, Laterza, Bari, 1969.
- Giovanni Aquilecchia, Giordano Bruno, Roma, 1971.
- Bertrando Spaventa, Carattere e sviluppo della filosofia italiana del secolo XVI al nostro tempo, Firenze 1972
- Arturo Deregibus, Il concetto dell'infinito nel pensiero filosofico di Bruno, Giappichelli, Torino 1981
- Arturo Deregibus, Bruno e Spinoza: la realtà dell'infinito e il problema della sua unità, Giappichelli, Torino 1981
- Maria Rita Pagnoni Sturlese, Su Bruno e Tycho Brahe, in "Rinascimento", XXV, 1985
- Luciana De Bernart, Immaginazione e scienza in Giordano Bruno: l'infinito nelle forme dell'esperienza, ETS, Pisa 1986
- Nicola Badaloni, Giordano Bruno tra cosmologia ed etica, De Donato, Bari 1988
- Frances A. Yates, Giordano Bruno e la tradizione ermetica, Roma - Bari, Laterza, 1992.
- Frances A. Yates, L'arte della memoria, Torino, Einaudi, 1993
- Luigi Firpo, Il processo di Giordano Bruno, Roma, Salerno, 1993.
- Guido del Giudice, Giordano Bruno. Il Profeta dell'universo infinito, Amazon libri, 2015.
- Michele Ciliberto, Introduzione a Bruno, Roma - Bari, Laterza, 1996.
- Simonetta Bassi, Immagini di Giordano Bruno, 1600 - 1725, Napoli 1996
- Pasquale Sabbatino, Giordano Bruno e la «mutazione» del Rinascimento, Firenze, Olschki, 1998, ISBN 88-222-4044-8
- Chiara Lefons (a cura di), Indice dei nomi, dei luoghi e delle cose notevoli nelle opere di Giordano Bruno, Istituto nazionale di studi sul Rinascimento. Quaderni di «Rinascimento», vol. 38
- Guido Zingari, Il pensiero in fumo: Giordano Bruno e Pasolini: gli eretici totali, Costa & Nolan, Ancona-Milano, 1999 ISBN 88-7648-354-3
- Sandro Mancini, La sfera infinita. Identità e differenza nel pensiero di Giordano Bruno, Mimesis Edizioni, Sesto San Giovanni (Milano) 2000 ISBN 978-88-87231-86-1
- Friedrich W. J. Schelling, Bruno. Ovvero sul principio divino e naturale delle cose. Un dialogo, Olschki, Firenze 2000
- Filippo Camerota, Il compasso di Fabrizio Mordente. Per la storia del compasso di proporzione, Firenze, Olschki, 2000
- Matteo D'Amico,  Giordano Bruno. Avventure e misteri del grande mago nell'Europa del Cinquecento, Piemme editore, Milano, 2000
- Saverio Ricci, Giordano Bruno nell'Europa del Cinquecento, Roma, Salerno editrice, 2000
- Hilary Gatti, Giordano Bruno e la scienza del Rinascimento, Raffaello Cortina Editore, Milano 2001 ISBN 88-7078-677-3
- Michael White, The Pope and the Heretic: The True Story of Giordano Bruno, the Man Who Dared to Defy the Roman Inquisition [First Edition], 0060933887, 9780060933883, 9780061442704, Harper Perennial, 2002
- Anacleto Verrecchia, Giordano Bruno: la falena dello spirito, Roma, Donzelli, 2002, ISBN 88-7989-676-8.
- Pasquale Sabbatino, A l'infinito m'ergo. Giordano Bruno e il volo del moderno Ulisse, Firenze, Olschki, 2004 ISBN 88-222-5282-9
- Guido del Giudice, La coincidenza degli opposti. Giordano Bruno tra Oriente e Occidente, Di Renzo Editore, Roma 2005
- Michele Ciliberto, Giordano Bruno. Il teatro della vita, Mondadori, Milano 2007 ISBN 978-88-04-56723-3
- Eugen Drewermann, Giordano Bruno, il filosofo che morì per la libertà dello spirito, Milano, Rizzoli UR 2008, ISBN 978-88-17-11877-4
- Alberto Samonà (a cura di), Giordano Bruno nella cultura mediterranea e siciliana dal '600 al nostro tempo, Officina di Studi Medievali, Palermo 2009, ISBN 978-88-6485-006-1
- Saverio Ricci, Dal Brunus redivivus al Bruno degli italiani. Metamorfosi della Nolana filosofia tra Sette e Ottocento, Roma, Edizioni di storia e letteratura, 2009
- Emiliano Ventura, Giordano Bruno. La divina eresia, Bardi, Roma, 2009
- Guido del Giudice, Io dirò la verità. Intervista a Giordano Bruno, Di Renzo Editore, Roma, 2012
- Duilio Ricci, "Bruno e Galileo", MEF - Firenze Atheneum, Roma, 2012
- Bertrand Levergeois, "Giordano Bruno", Fazi Editore, Roma, 2013
- E. Ventura, Giordano Bruno Una volgare filosofia, Arbor sapientiae, Roma, 2016
- Nuccio Ordine, La cabala dell'asino. Asinità e conoscenza in Giordano Bruno, La nave di Teseo, 2017, ISBN 8893443562

### Romanzi e fumetti
- Guido del Giudice, "Rubedo. Giordano Bruno e il segreto dei Rosacroce", Amazon libri, 2024.
- Guido del Giudice, "WWW. Giordano Bruno", Marotta e Cafiero Editori, Napoli 2001
- Jean Rocchi, Giordano Bruno davanti all'inquisizione, Stampa Alternativa, Roma 2003
- Maurizio Di Bona, Chi ha paura di Giordano Bruno?, Mimesis, Milano 2004
- S. J. Parris, Il circolo degli eretici, Sperling & Kupfer, Milano 2010
- S. J. Parris, Il libro del potere, Sperling & Kupfer, Milano 2011
- Ilaria Beltramme, La società segreta degli eretici, Newton Compton Editori, Roma 2013

### Filmografia
- Giordano Bruno (1973) di Giuliano Montaldo

### Altre opere
- Wilhelm Reich, L'assassinio di Cristo (1951), Sugar, Milano, 1972 ISBN 88-7198-107-3, contiene un capitolo dedicato al patrizio Mocenigo, figura paradigmatica della peste emozionale
- Gaetano Delli Santi, Fra' Giordano Bruno redivivo. Tragedia in un prologo tre atti e un epilogo su ‘l reo inquisito processato colpevole impenitente ostinato et pertinace blasfemo, Fabio D'Ambrosio Editore, Milano, 2001